# 용담공 샤를
샤를 마르탱(Charles Martin, 1433년 11월 10일 – 1477년 1월 5일)은 용담공이라 불리며, 1467년부터 1477년까지 통치한 발루아부르고뉴가의 마지막 부르고뉴 공작이다. 그는 필리프 3세 드 부르고뉴 공작과 그의 셋째 부인 포르투갈의 이자벨 사이에서 유일하게 살아남은 적자였다. 샤를은 상속자이자 통치자로서 그의 종주인 프랑스의 루이 11세와 같은 경쟁자들과 권력과 영향력을 다투었다. 1465년에 샤를은 공익 동맹에서 루이의 봉신들을 성공적으로 이끌어 반란을 일으켰다.
1467년 부르고뉴 공작이 된 후, 샤를은 북쪽의 북해에서 남쪽의 사보이 국경까지 연속되는 독립 왕국을 건설하려는 야망을 추구했다. 이를 위해 그는 헬러르스와 오버엘자스를 획득했고, 로마인의 왕 칭호를 추구했으며, 점차 독일인들의 적이 되었다. 샤를은 영국과의 동맹을 위해 요크의 마거릿과 결혼했다. 그는 그의 유일한 자녀인 마리를 오스트리아의 막시밀리안과 약혼시켰다.
열정적인 음악가이자 예술 후원자였던 샤를은 채식필사본과 음악 제작을 지원했다. 그의 궁정은 예술, 기사도, 예의범절의 중심지로 유명했다. 그는 질서와 규제에 집착하여 통치 기간 내내 군사 문제, 법률, 외교를 가장 세세하게 지시하는 많은 법령을 발표했다. 샤를은 종교적이었고 그의 수호성인은 성 게오르기우스였다. 그는 교황과 베네치아인들의 오스만 튀르크에 대한 십자군 원정 요청을 여러 차례 거절했다.
생애 말기에 샤를은 부르고뉴 전쟁(1474~1477)이라는 다국적 분쟁에 휘말렸는데, 여기서 그는 스위스 서약동맹과 독일 및 알자스 도시 국가들의 동맹인 콘스탄츠 동맹에 맞서 오버엘자스의 소유권을 유지하기 위해 싸웠다. 노이스 공성전에서 실패한 후, 그는 그랑송과 모라 전투에서 스위스군에게 패배했다. 샤를은 1477년 1월 5일 낭시 전투에서 로렌 공작 르네 2세와 그의 스위스군에 맞서 싸우다 전사했다. 그의 죽음은 부르고뉴 계승 전쟁을 촉발시켰고 부르고뉴 공작 영지의 종말을 가져왔다. 샤를의 딸 마리는 샤를 왕조의 마지막이었다. 마리의 아들 오스트리아의 필리프는 부르고뉴령 네덜란드를 상속받았다.

## 배경
발루아부르고뉴가는 프랑스의 장 2세의 넷째 아들인 필리프 2세 드 부르고뉴 공작부터 시작되었다. 필리프는 1363년 부르고뉴 공작이 되었다. 1369년, 필리프는 플랑드르 백작 루이 2세의 상속녀인 플랑드르의 마가레타 3세와 결혼하여 플란데런, 레텔, 안트베르펜, 메헬렌의 부유한 영지들과 플란데런과 부르고뉴의 국경 지역인 아르투아 백국, 프랑슈콩테, 느베르 백작령을 상속받게 되었다. 필리프는 결혼 동맹을 통해 저지대 국가에서 영향력을 더욱 확대했다. 그는 프랑스 왕실 궁정, 특히 그의 형 샤를 5세의 사망 이후 그리고 후계자 샤를 6세의 혼란스러운 통치 기간 동안 깊이 관여했다. 1404년 필리프가 사망했을 때, 그의 영지는 세 아들인 장, 안톤, 필리프에게 분할되었다.
필리프 용담공의 장남인 장 용기공은 이듬해 부르고뉴 공국과 그의 모계 유산의 대부분을 상속받았다. 필리프의 영지 분할로 장의 수입은 크게 줄었고 1407년에는 그의 재정이 거의 바닥났다. 장은 돈을 빌릴 수밖에 없었다. 영향력을 회복하기 위해 장은 프랑스 정치에 뛰어들어 국왕의 동생인 오를레앙의 루이와 프랑스 궁정에서 치열하게 권력을 다투었다. 1407년 장은 루이 암살을 명령했고 아르마냐크-부르고뉴 내전을 촉발시켰다. 장 자신은 1419년 이 분쟁에서 암살당했다.
장의 뒤는 그의 유일한 아들인 필리프 선량공이 이었다. 그의 아버지와 할아버지와는 달리, 필리프는 프랑스 정치에서 거리를 두었다. 그는 다른 곳에서 동맹을 맺고 1430년에 포르투갈의 이자벨과 결혼했다. 이자벨은 필리프의 세 번째 부인이었는데, 이전의 미셸 드 발루아와 보네 다르투아는 모두 자녀를 낳지 못하고 사망했다. 필리프 선량공은 새로운 비프랑스 문화 유산을 가진 명망 있는 왕조가 통치하는 강력하고 중앙집권적인 공국을 원했다.
필리프는 그 후 프랑스에서 영토 확장을 시작하여 아라스, 페롱, 루아, 피카르디를 그의 영토로 편입시켰다. 1420년, 그는 신성 로마 제국에 위치한 도시인 나뮈르 백작령을 장 3세에게서 구입했다. 그는 전쟁을 통해 그의 사촌인 에노 여백작 자클린에게서 에노, 홀란트, 프리슬란트, 제일란트 백작령을 점령하고 1433년까지 완전히 차지했다. 생폴의 필리프가 1430년 갑자기 예기치 않게 사망하자, 필리프는 브라반트 공국과 세 개의 주요 공국: 브라반트, 림뷔르흐, 로트링겐을 상속받았다. 신성 로마 황제 지기스문트는 1437년 사망할 때까지 확장을 억제하려 했으나 실패했다. 프랑스와 부르고뉴는 1435년 아라스 회의에서 화해했다.

## 초기 생애

### 유년기
샤를 마르탱(두 번째 이름)은 1433년 11월 10일 부르고뉴 공국의 수도인 디종에서 태어났다. 그는 필리프 3세 드 부르고뉴 공작과 그의 셋째 부인 포르투갈의 이자벨의 셋째 자녀이자 유일하게 유아기를 넘겨 살아남은 아들이었다. 그의 어머니는 또 다른 자녀를 잃을까 봐 두려워 어린 아기를 성사에 봉헌했다. 필리프 선량공은 11월 말 디종에 도착하여 출생을 축하했다. 그는 아들을 황금양모 기사로 만들고 프랑스의 샤롤레 백작으로 임명했다. 황금양모 기사단은 필리프가 1430년에 창설한 기사단이었고, 샤롤레는 부르고뉴 공작의 상속자에게 주어지는 칭호였다. 샤를은 11월 20일에 세례를 받았는데, 대부로는 느베르 백작 샤를과 영향력 있는 크로이가 출신의 앙투안 1세 드 크루아가 있었다. 그는 필리프 선량공의 둘째 부인 보네 다르투아의 의붓아들인 느베르 백작의 이름을 따서 명명되었다.

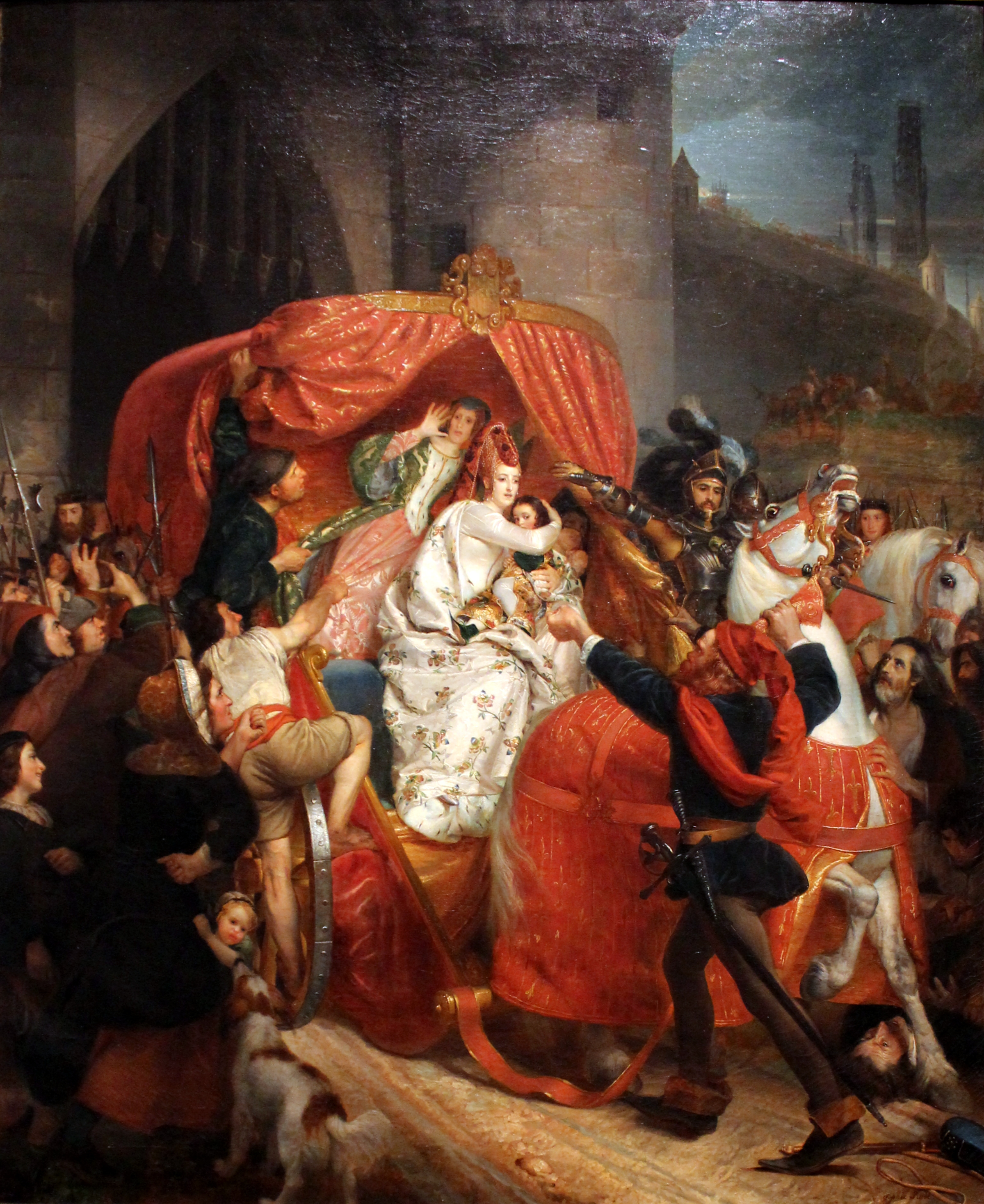
소피 프레미에의 《브뤼헤 성문에서 체포된 부르고뉴 공작 부인》. 19세기에 묘사된 포르투갈의 이자벨과 그녀의 아들 샤를, 그리고 그들의 수행원이 브뤼헤 성문에서 체포되는 모습

1434년 초봄, 이자벨과 그녀의 아들은 부르고뉴 전역의 페스트 발생을 두려워하여 탈랑의 산성으로 이주했다. 겨울에는 공작 부인과 아들이 파리로 가서 필리프 선량공과 합류했다. 도중에 그들은 브뤼헤에 머물렀는데, 그곳에서는 필리프 선량공에 대한 반란이 일어나고 있었다. 1436년, 이자벨과 그녀의 수행원이 도시를 떠나려 할 때, 반란군이 도시 성문 근처에서 그들을 강제로 체포했다. 반란은 1438년 필리프 선량공이 도시를 봉쇄하고 반란군에게 항복을 강요하면서 진압되었다.
유아기 시절, 샤를은 튼튼한 아이로 묘사되었다. 필리프 선량공은 어린 샤를에게 많은 가정교사를 붙여주었는데, 그 중 가장 중요한 인물은 뢰번 대학교의 수사학 교수인 앙투안 한론이었다. 그의 아버지처럼 샤를도 역사, 연대기, 역사 소설을 읽는 것을 좋아하게 되었다. 샤를은 알렉산드로스 대왕처럼 정복자가 되기를 열망했다. 그와 알렉산드로스 모두 아버지가 필리프라는 사실이 그의 상상력을 자극하고 야망을 더욱 부추겼다.
여섯 살 때까지 샤를은 그의 사촌인 요한과 클레베의 아그네스에 의해 양육되었는데, 이들은 모두 장 용기공의 딸인 클레베 공작 부인 부르고뉴의 마리의 자녀였다. 두 사람 중 아그네스가 샤를의 초기 교육에서 더 두드러졌다. 아그네스와 샤를은 항상 그의 어머니와 함께 있었다.
1435년 아라스 조약으로 필리프 선량공은 프랑스 국왕 샤를 7세와 화해하며 아르마냐크-부르고뉴 내전이 종식되었다. 새로운 동맹에 대한 선의의 표시로 샤를 7세는 그의 딸 중 한 명과 필리프의 상속자 간의 결혼을 허락하고 그의 딸들을 부르고뉴로 보냈다. 필리프는 국왕의 열 살 난 딸인 카트린을 여섯 살 난 샤를과 결혼시키기로 선택했다. 둘은 1439년 6월 11일 생토메르에서 콘서트, 마상창 시합, 연회가 함께하는 식에서 결혼했다. 둘은 가정교사의 보살핌을 받았지만, 나이에 맞는 취미 활동을 위해 자주 떨어져 지냈다. 카트린은 1446년 7월 30일에 사망했고, 그녀의 죽음은 부르고뉴 궁정에서 깊이 애도되었다.
1441년 필리프 선량공은 오크시르샤토의 seigneur 장 도크시를 여덟 살 된 샤를의 후견인으로 임명했다. 도크시는 나중에 1456년부터 1468년까지 샤를의 시종관으로 일했다. 12세에 샤를은 아버지의 영지 공무에 참여하기 시작했다. 1445년 그는 아버지와 함께 홀란트와 제일란트에 대한 드문 국빈 방문에 동행했다.

### 청년기

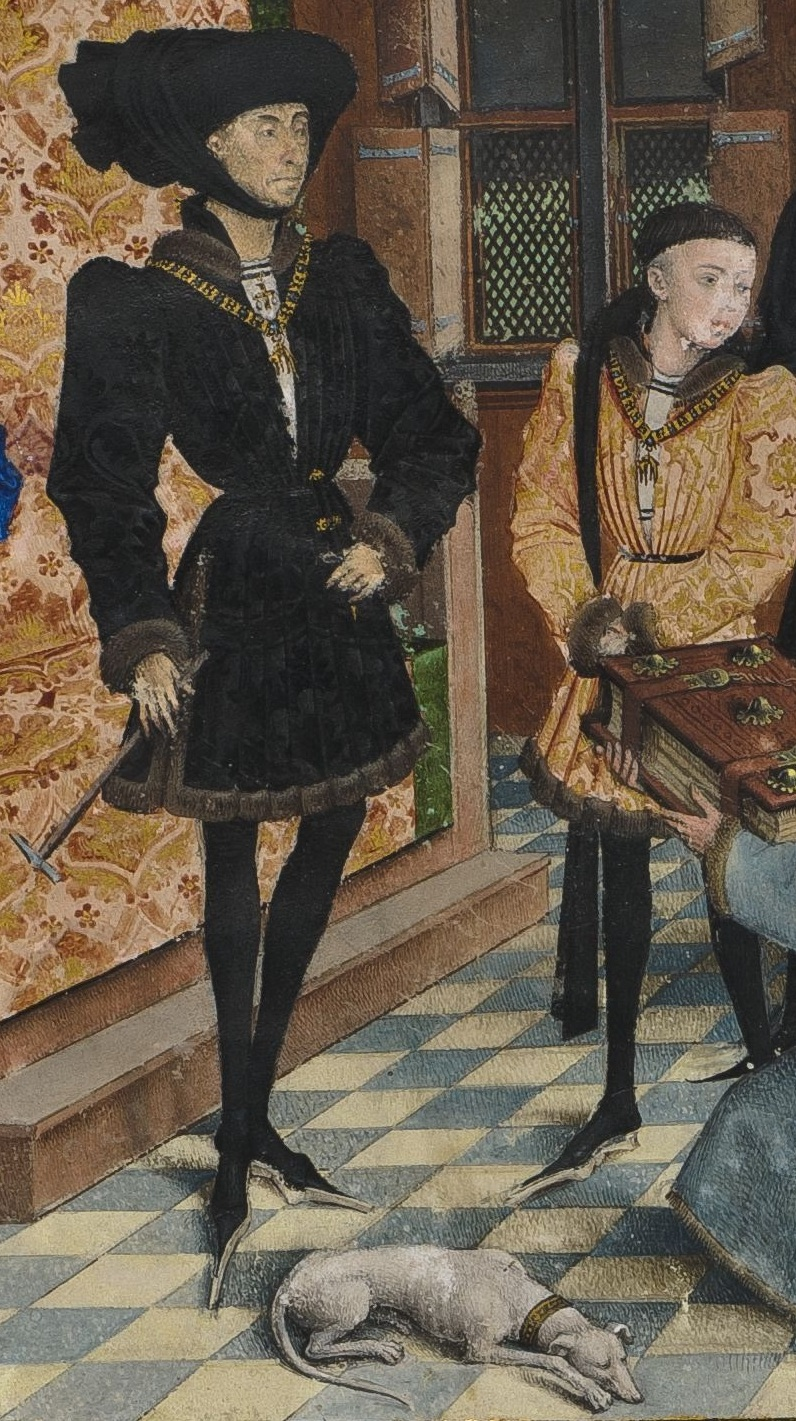
12세 또는 13세의 샤를이 그의 아버지인 부르고뉴 공작 필리프 옆에 서 있다; 장 보클랭이 필리프 선량공에게 '에노 연대기'를 바치는 장면, 1447년

1449년 부유한 도시 헨트는 새로운 소금 세금에 반발하여 부르고뉴 통치에 반란을 일으켰다. 샤를도 전투에 참여했지만, 위험에서 벗어나게 하려고 필리프 선량공은 샤를에게 그의 어머니 이자벨라가 릴에서 심하게 아프다고 거짓말했다. 샤를은 1453년 결정적인 하베르 전투 직전에 떠났다. 릴에서 그의 어머니는 그에게 연회를 베풀었고, 놀랍게도 그에게 전장으로 돌아가 그의 상속을 위해 싸우라고 격려했다. 그때까지 필리프 선량공은 전투에서 승리하고 반란을 일으킨 시민들을 물리쳤다.
샤를은 1454년 부르봉의 이자벨과 결혼할 때까지 8년 동안 홀아비로 지냈다. 이자벨은 부르봉의 아그네스의 딸이었고, 필리프 선량공의 조카였다. 그녀의 아버지인 샤를 1세 드 부르봉 공작은 그녀를 어린 시절에 필리프 선량공의 궁정으로 보내 포르투갈의 이자벨의 보호를 받게 했다. 수줍음 많고 유순한 젊은 여성인 이자벨은 필리프 선량공에게 사랑받았는데, 그는 부르봉 가문의 딸과 아들을 결혼시켜 아라스 조약(샤를 7세의 부르고뉴에 대한 위협적인 행동으로 약화됨)을 갱신할 기회로 보았다. 샤를은 10월 31일 결혼식 전날 밤까지 아버지의 의도를 알지 못했지만, 결혼을 거부하지 않았다. 그의 결혼으로 시농 시는 이자벨의 지참금의 일부로 필리프 선량공의 영토에 편입되었다.

## 권력 투쟁

### 필리프 선량공과의 불화
1454년부터 1464년까지 샤를은 아버지 필리프 선량공에 의해 공작 회의와 부르고뉴 궁정에서 권력에서 배제되었다. 1454년 필리프는 샤를을 "총독 겸 부재 시 총사령관"으로 임명하여 레겐스부르크에서 열리는 제국의회에 참석할 수 있도록 했다. 필리프는 프리드리히 3세 황제를 만나 십자군 원정에 참여시켜 콘스탄티노폴리스를 오스만인들로부터 탈환하려는 염원을 달성하기를 바랐다. 그러나 황제는 나타나지 않았다. 섭정으로서도 샤를은 그의 어머니인 공작 부인이나 아버지에 비해 거의 권력을 가지고 있지 않았다. 그럼에도 불구하고 샤를은 여전히 자신의 이름으로 문서를 발행할 수 있었다. 그의 섭정 기간은 필리프가 8월 7일 또는 9일에 부르고뉴로 돌아왔고, 샤를은 그의 이전의 무력한 지위로 돌아갔기 때문에 짧았다.
샤를은 권력에서 배제된 것 때문에 아버지와 사이가 좋지 않았고, 그들의 좋지 않은 관계는 1457년에 정점에 달했다. 이때 샤를은 에메리의 seigneur 앙투안 롤랭을 자신의 시종관으로 임명하고 싶어했다. 앙투안은 필리프 선량공의 재상인 니콜라 롤랭의 아들이었다. 공작은 이 임명으로 그의 재상이 얻을 수 있는 권력을 경계하여 아들의 요청을 거부하고 대신 포르세앙의 필리프 1세, 에노의 최고 집행관, 그리고 영향력 있는 크로이가의 일원을 제안했다. 샤를은 필리프를 불신했는데, 크루아 가문이 샤를 7세로부터 필리프 선량공을 약화시키기 위해 돈을 받았다고 의심했기 때문이다. 그리고 아버지의 제안을 거부했다. 필리프는 너무나 격분하여 샤를의 어머니가 샤를의 생명을 걱정하여 그를 궁정에서 내쫓았다. 샤를은 덴데르몬더 (현재 벨기에 북부)로 도피했고 필리프는 아들을 찾으려다 수아니 숲에서 길을 잃었다. 샤를의 아이를 임신 중이던 부르봉의 이자벨의 중재를 통해 필리프와 그의 아들은 휴전에 합의했다.
샤를의 딸 마리가 1457년 2월 13일 태어났을 때, 샤를과 그의 아버지 모두 서로를 피하고 싶어 세례식에 참석하지 않았다. 니콜라 롤랭은 재상직에서 해임되었고, 롤랭의 가까운 동맹인 장 셰브로는 공작 회의에서 해임되었다. 그 결과, 드 크루아는 더욱 강력해졌다. 샤를은 에노의 르 케노아에 있는 그의 사유지로 궁정을 떠났다. 그곳에서 그는 아버지의 플란데런 신하들에 대한 사소한 업무를 맡았다. 그는 또한 1461년 호린험에 개인 저택으로 블루 타워 성을 건설했다. 그는 부르고뉴 공작 영지의 상속인으로서의 지위를 공식화하려 했고, 이는 그의 아버지가 그에게 지급되던 수당을 끊는 결과를 초래했다. 샤를은 직원 급여를 지불하거나 자신의 영지를 유지하는 데 필요한 돈이 전혀 없었다. 부르고뉴 궁정 연대기작가인 조르주 샤스텔랭에 따르면, 1463년 샤를은 급여를 지불할 수 없어 직원들을 해고했지만, 직원들은 그에게 충성을 맹세하며 심지어 자신들의 돈을 나누어 주겠다고 제안했다. 독일 역사가 베르너 파라비치니에 따르면, 그러한 이타적인 행위는 그 시대의 전형적인 모습이었으므로, 이 이야기는 더욱 그럴듯하다.
1462년, 샤를은 [[[시종원장|premier valet de chambre]]] 오류: {{전자}}: transliteration text not Latin script (pos 3: 시) (도움말) 잔 쿠스탱의 독살 시도에서 살아남았다. 쿠스탱은 뤼펠몬데에서 처형되었다. 샤를은 암살 시도를 드 크루아의 소행으로 비난했고, 드 크루아는 샤를이 이 시도를 조작했다고 믿게 되었다. 1463년 말, 샤를과 아버지 사이의 분쟁으로 부르고뉴령 네덜란드 총회가 개입하게 되었다. 1464년 2월 5일, 샤를은 헨트에 모인 대리인들에게 드 크루아 가문을 공격하는 연설을 했다. 샤를과 필리프 선량공은 1464년 6월 릴에서 만난 후 화해했지만, 드 크루아는 여전히 권력을 유지했다. 그 해 말, 샤를은 필리프가 노쇠해지고 있다는 주장을 내세워 전권을 장악했다. 샤를은 드 크루아에게 압력을 가했지만, 필리프는 샤를을 위협하며 드 크루아를 보호했다. 10일 후, 총회는 샤를을 lieutenant général로 임명하여 전권을 부여했다. 그의 첫 번째 조치는 드 크루아의 영지를 몰수하는 것이었다. 드 크루아와 그의 가족은 프랑스로 추방되었고, 그들의 프랑스 후원자인 루이 11세는 그들에게 아무런 지원도 해주지 않았다.

### 루이 11세와의 경쟁

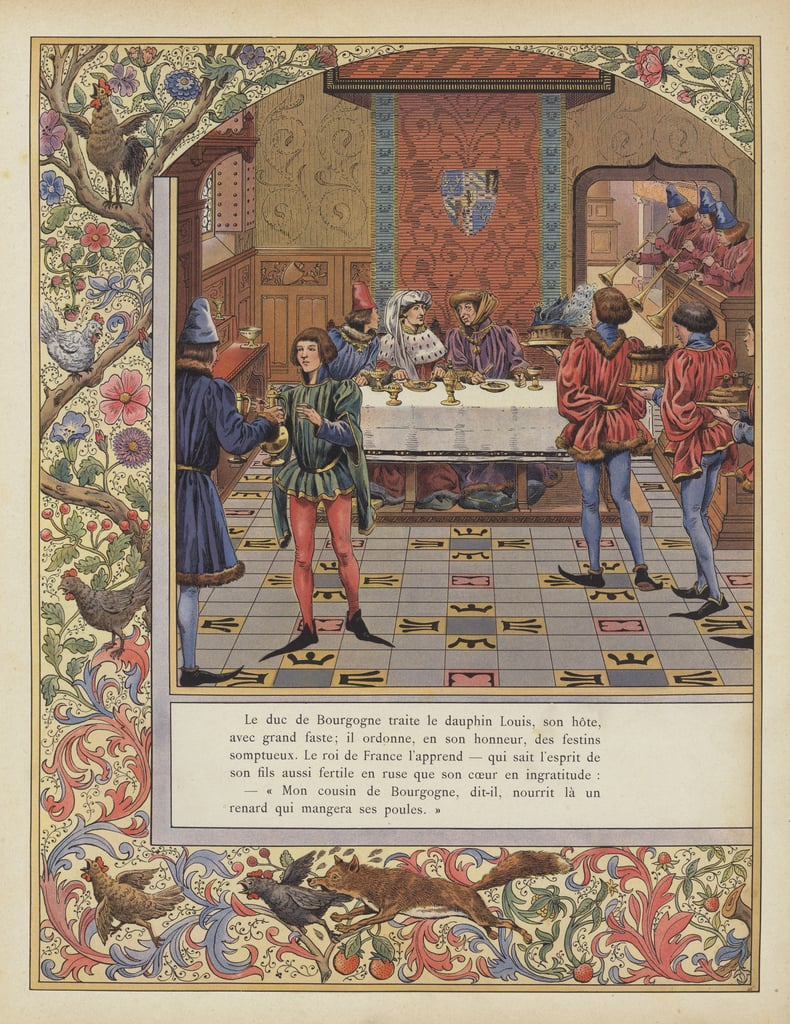
조브, 1905년, 프랑스 도팽 루이를 위해 호화로운 잔치를 베푸는 부르고뉴 공작

1457년, 프랑스의 도팽이자 샤를 7세의 후계자인 루이가 갑자기 브뤼셀에 있는 필리프 선량공의 궁정에 도착했다. 필리프는 자신의 손님을 왕권과의 관계를 개선할 기회로 보았고, 도팽을 받아들여 친절을 베풀고 겸손을 보였으며, 국왕의 도팽을 돌려보내라는 모든 요청을 거부했다. 필리프의 비용으로 루이는 즈나프에서 편안한 삶을 살았다. 샤를 7세는 아들을 되찾으려 했으나 실패했다. 그는 "나의 사촌 부르고뉴는 모든 닭을 잡아먹을 여우를 키우고 있다"라고 말했다고 전해진다. 루이는 필리프가 아들과 다툼을 벌인 결과 필리프의 총애를 받는 자가 되었다.
루이가 필리프 선량공과 친분을 맺은 것과 달리, 루이와 샤를은 서로를 싫어했다. 그러나 샤를은 도팽에게 자신의 딸 마리의 대부가 되어달라고 요청했다. 샤를의 루이에 대한 증오는 루이가 1461년 7월 22일 아버지의 사망 후 프랑스 왕위에 오르면서 더욱 커졌다. 루이는 8월 31일 랭스에서 루이 11세라는 존호로 왕위에 올랐으며, 필리프 선량공이 직접 왕관을 씌워주었다. 공작은 프랑스와 부르고뉴 간의 적대 행위가 끝났다고 생각했지만, 새로운 국왕은 즉위식에서 자신을 기리기 위해 필리프가 후원하는 연회에 참석하기를 거부했다. 이에 필리프는 실망하며 자신의 영지로 돌아갔다. 샤를은 루이의 의도가 피카르디의 부르고뉴 방어 체계를 해체하는 것이라고 우려했고, 1463년 가을 그의 아버지 소유의 솜 지방 도시들에 대한 위기가 발생하자 격분했다. 드 크루아는 필리프를 설득하여 그에게 생캉탱, 아브빌, 아미앵, 페롱, 몽디디에와 같은 도시들을 주었던 아라스 조약을 수정하는 데 동의하게 했다. 필리프는 루이로부터 40만 에퀴 금화를 받고 이 도시들을 왕실 영지로 돌려주기로 동의했다. 1464년 샤를이 lieutenant général로 선택되었을 때, 그는 공익 동맹을 결성하여 루이에게 전쟁을 도발했다.
공익 동맹은 베리 공작 샤를(국왕의 동생), 브르타뉴 공작 프랑수아 2세, 부르봉 공작 장 2세, 자크 다르마냐크와 장 다르마냐크 등 프랑스 주요 제후들의 연합체로, 루이 11세의 권위를 약화시키기 위해 결성되었다. 그들은 베리 공작 샤를을 프랑스의 섭정으로 선언하고 프랑수아 2세를 육군 총사령관으로 임명했다. 반란의 위협이 커지자 루이는 모든 공작과 영주를 사면하겠다고 제안했다. 하급 영주들은 사면을 받아들였지만, 공작들은 자신들의 요구를 고수했다. 동맹 구성원들은 샤를을 지도자로 선택하고 군대를 모으기 시작했다. 이 동맹은 프랑스 왕권에 대한 일련의 제후 반란 중 가장 위험한 것이었다. 한 연대기에는 루이 11세에 맞선 참가자 수가 7명의 공작, 12명의 백작, 2명의 영주, 1명의 원수, 그리고 5만 1천 명의 병사로 기록되어 있다.
반란군에 대항하기 위해 루이 11세는 군대를 모아 남쪽으로 프랑스 중앙부로 보내 부르봉의 장 2세를 격파했다. 샤를은 곧 25,000명의 군대를 소집하여 파리 방면으로 진군했다. 루이와 그의 군대는 샤를의 군대에게 도시를 방어하기 위해 급히 파리로 돌아왔다. 7월 15일, 샤를은 몽틀레리 마을에 도착했다. 그의 동맹군을 찾던 그는 왕실군이 몇 마일 남쪽의 아르파종에 주둔하고 있다는 것을 발견했다. 샤를의 위치를 알게 된 루이는 그와 싸우기 위해 움직였다.

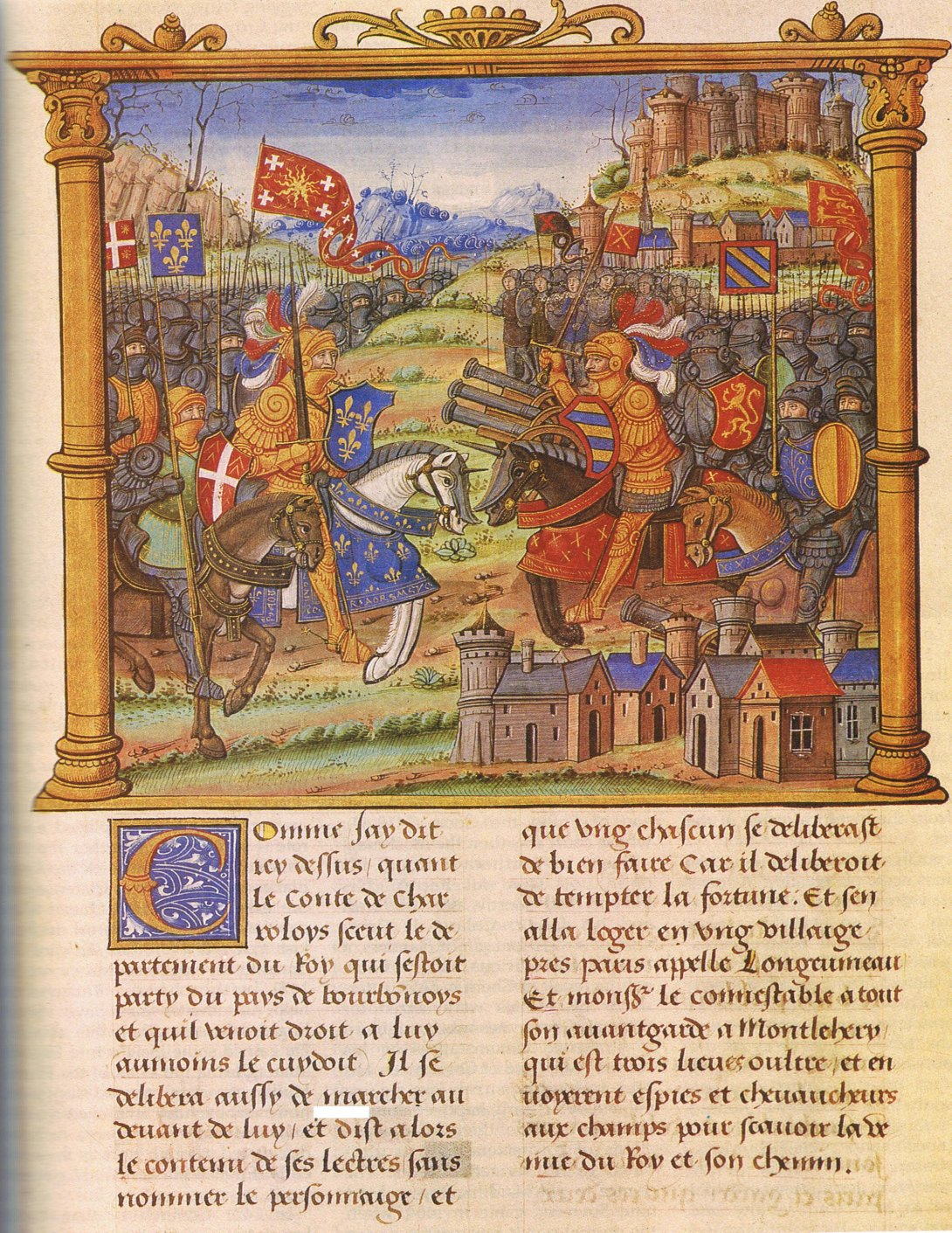
몽틀레리 전투, 16세기 초 필리프 드 코민을 묘사한 미니어처 그림

1465년 7월 16일, 두 군대는 만나 몽틀레리 전투를 벌였다. 샤를은 생폴의 루이가 이끄는 방어적으로 배치된 부르고뉴 선봉대 옆에 자신을 배치했다. 그는 멘 백작 샤를 4세가 이끄는 프랑스 좌익을 공격했다. 샤를은 도망치는 백작과 그의 군대를 추격하던 중, 프랑스 선봉대가 반격했고, 샤를은 목에 부상을 입었다. 그는 포로가 되는 것을 피하고 자신의 전선으로 돌아왔다. 돌아온 후, 그는 포병들에게 국왕의 군대를 향해 발포하도록 명령했다. 그의 기록에 따르면, 1,200~1,400명의 병사와 많은 수의 말이 사망했다. 늦은 저녁, 루이 11세는 동쪽으로 파리로 퇴각했다.
각 측은 전투에서 승리를 주장했지만, 어느 쪽도 모든 목표를 달성하지 못했다. 샤를은 전장에서 루이를 붙잡지 못했고, 루이는 샤를이 동맹군과 합류하는 것을 막지 못했다. 그의 전투 병력을 응집력 있는 전투 대형으로 편성할 수 있었음에도 불구하고, 샤를은 아직 능숙한 전술가가 되지 못했다. 반군 군대는 에탕프 마을에서 합류하여 7월 31일 파리 방면으로 진군하기 시작했다. 반군이 성공적으로 도시에 진입하자, 샤를 드 멜룬이라는 귀족이 생탕투안 문을 열어주었다. 루이 11세는 결국 협상할 수밖에 없었다. 양측은 콩플랑 조약을 체결했는데, 이 조약은 노르망디의 통치권을 베리 공작 샤를에게 양도하고 솜 지방 영토를 부르고뉴에 반환하는 내용을 담고 있었다.

## 부르고뉴 공작

### 즉위

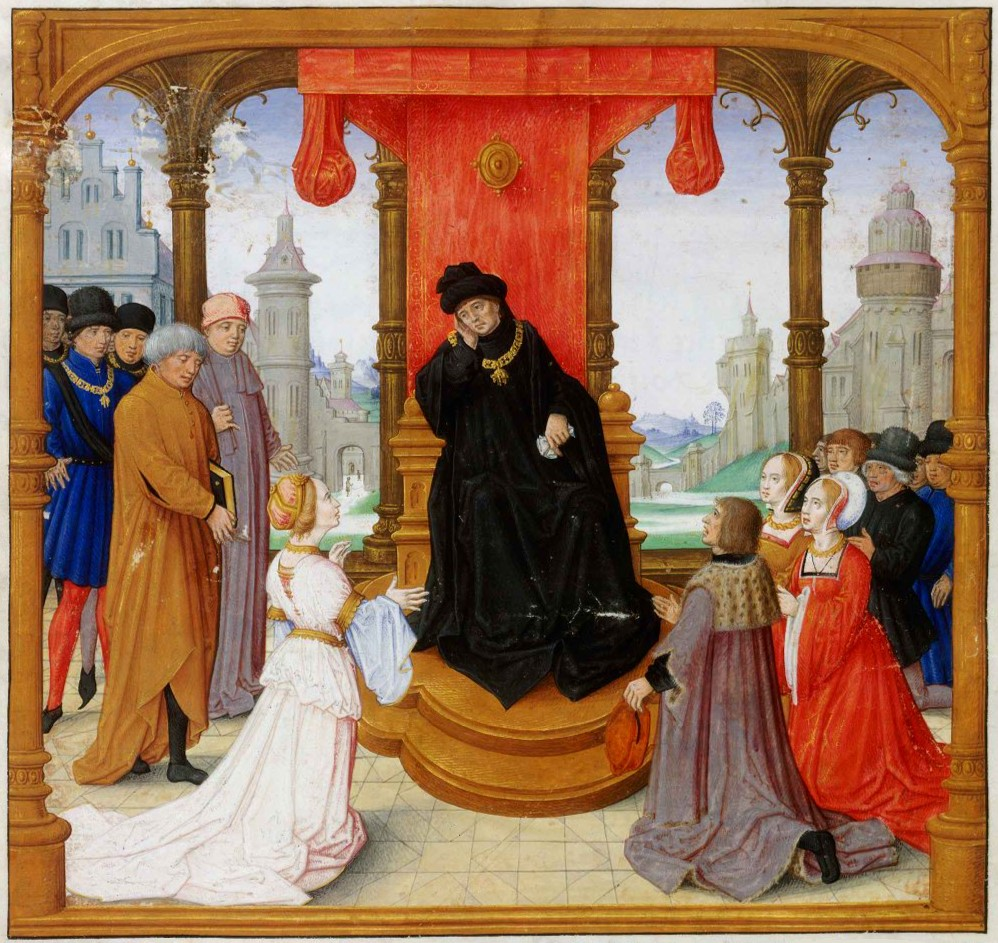
필리프 선량공 사후 상복을 입은 용담공 샤를. 조르주 샤스텔랭은 왼쪽에서 흰머리에 책을 들고 서 있다. 샤스텔랭의 부르고뉴 공작 연대기 필사본 삽화

1467년 6월 12일, 필리프 선량공은 갑자기 병에 걸렸다. 며칠 동안 그는 거의 숨을 쉴 수 없었고 계속해서 구토했다. 샤를은 헨트에서 즉시 아버지에게 오라는 소환을 받았다. 그가 도착했을 때 필리프는 이미 의식을 잃고 숨쉬기 힘들어하고 있었으며, 6월 15일 사망했다. 샤를은 그의 아버지의 장례식을 생 도나티앵 대성당에서 거행하도록 준비했다. 장례식에는 샤를과 필리프의 가문에서 1200명이 참석했다. 대성당은 1400개의 촛불로 밝혀져 교회 안이 너무 뜨거워져 공기를 식히기 위해 창문에 구멍을 뚫어야 했다. 샤를은 장례식 내내 극심한 감정을 보였다. 그는 떨고, 머리카락을 잡아당기며, 계속해서 소리치고 울었다. 궁정 연대기작가 조르주 샤스텔랭은 샤를의 고통이 진심인지 의심하며, 그가 그렇게 격한 감정을 보일 수 있다는 것에 놀라움을 표했다.
14일 후, 샤를은 공식적으로 부르고뉴 공작이 되었다. 축하를 위해 그는 1467년 6월 28일 카이사르를 모방하여 헨트 시를 행진했다. 이 환희의 입성은 도시에서 소동을 일으켰다. 사람들은 1449년 반란 이후 부과된 굴욕적인 처벌을 끝낼 것을 요구했다. 샤를은 그의 딸인 열 살 된 마리와 필리프 선량공이 헨트의 프린센호프에 보관했던 보물과 함께 도시를 떠났다. 이듬해 1월, 샤를은 헨트의 시장들에게 강압적으로 사면을 요청하도록 만들었다. 그리고 그는 그들의 통치권을 폐지하고 필리프 4세의 1301년 헌법에 위배되게 오직 자신만이 도시 정부를 임명할 수 있다고 발표했다.

### 세 번째 결혼
1465년 9월 26일, 샤를의 아내인 부르봉의 이자벨은 31세의 나이로 결핵으로 사망했다. 궁정 연대기는 그녀의 오랜 투병 기간을 간략하게 기록했다. 이 연대기에서 그녀의 생애에서 가장 중요한 부분은 샤를과의 결혼이었다. 이 결혼에서 그녀는 샤를에게 딸 한 명만을 낳았고, 아들은 없었다. 또한, 처음에는 정치적 결혼이었지만 그녀와 샤를이 서로 사랑에 빠졌다는 사실도 중요하게 다루어졌다. 샤를은 공익 동맹 전쟁 이후의 정치 협상으로 바빴기 때문에 그녀의 장례식에 참석할 수 없었다.
이자벨 드 부르봉의 사망 후 몇 주 내에 샤를의 어머니는 아들을 영국인과 결혼시키려 했다. 그녀는 샤를의 측근 중 한 명인 기욤 드 클루니를 런던으로 보내 에드워드 4세와 그의 여동생 요크의 마거릿과 샤를 간의 결혼을 협상하게 했다. 영국-부르고뉴 동맹을 막기 위해 루이 11세는 자신의 딸인 4살짜리 안을 샤를과 결혼시키겠다고 제안했다. 샤를은 이 제안을 거부했다. 1466년 봄, 에드워드 4세의 처남인 에드워드 우드빌이 이끄는 대사단이 부르고뉴에 도착하여 영국 왕실과 부르고뉴인들 간의 두 가지 결혼을 제안했다. 하나는 요크의 마거릿과 샤를 간의 결혼이고, 다른 하나는 샤를의 딸 마리와 에드워드 4세의 동생인 클래런스 공작 조지 간의 결혼이었다. 우드빌의 방문은 샤를이 어린 딸을 클래런스 공작과 결혼시키는 데 관심이 없었기 때문에 목적을 달성하지 못했다.
1467년 10월, 에드워드 4세는 샤를과 그의 여동생 간의 결혼을 공개적으로 비준했고, 요크의 마거릿은 킹스턴어폰템스의 대평의회 앞에 나타나 결혼에 공식적으로 동의했다. 샤를은 에드워드와 안토니 우드빌이 이끄는 영국 대표단을 부르고뉴로 환영했고, 그의 어머니가 그를 동반하여 최종 결혼 조약을 협상하게 했다. 결혼 조약과 동맹은 1468년 2월에 서명되고 비준되었으며, 결혼식은 8개월 후로 연기되었다. 샤를과 마거릿은 4촌 관계였으므로, 그들의 결혼을 합법화하기 위해 교황청 특별허가가 필요했다. 특별허가는 신랑의 의무였으므로, 샤를은 로마로 대표단을 보냈다. 대표단은 1469년 5월이 되어서야 특별허가를 얻을 수 있었다. 에드워드 4세는 자신의 여동생과 샤를의 결혼을 발표하며 샤를을 "왕관을 쓰지 않은 강력한 왕자"라고 불렀다.
샤를과 마거릿은 7월 3일 브뤼헤에서 3마일 떨어진 다머에서 결혼했다. 그들의 결혼식을 위해 샤를은 9번의 피로연을 준비했는데, 각 피로연은 마상창 시합으로 끝났다. 그는 아버지의 유명한 꿩의 향연을 능가하고 싶어했다. 결혼식은 공작령의 권력과 부를 과시했다. 모든 의식이 끝난 후, 샤를은 아내를 홀로 남겨두고 잠자리에 들었으며, 둘은 결혼 첫날 밤을 함께 보내지 않았다.
샤를과 마거릿은 자녀가 없었다. 그들은 거의 시간을 함께 보내지 않았다. 결혼 후 첫 6개월 동안 단 3주, 1469년과 1470년 동안은 시간의 4분의 1만 함께 보냈고, 1473년 한 해 동안은 단 3주만 함께 보냈다. 동시대 법학자 필리프 비엘란트에 따르면, 샤를은 궁정 생활에 여성이 방해되는 것을 원치 않아 마거릿을 멀리 떨어뜨려 놓았다.

### 영토 확장
그의 아버지처럼 샤를도 영토 확장을 추구했지만, 필리프 선량공이 평화적인 수단을 통해 이 정책을 추구한 반면, 샤를은 갈등을 통해 영토를 얻으려 했다. 저지대 국가에서 그는 자신의 영토를 북동쪽으로 확장하려 했다: 헬러르스 공국. 비록 부르고뉴 영토의 일부는 아니었지만, 이 공국은 부르고뉴 무역에 의존하고 있었다. 1463년, 헬러르스 공작 아돌프는 자신의 아버지인 통치 공작 아르놀트에게 반란을 일으켰다. 필리프 선량공의 지원으로 아돌프는 공국을 찬탈하고 1465년에 아버지를 투옥했다. 아돌프의 아버지에 대한 처우는 로마까지 울려 퍼진 스캔들을 일으켰고, 교황은 헬러르스 분쟁을 종식시키기 위해 중재자를 찾았다. 1471년 샤를은 중재자로 임명되었고, 헬러르스로 진격하여 아르놀트를 권력으로 복귀시켰다. 아돌프는 가택 연금을 당했고, 탈출 시도가 실패한 후 투옥되었다. 부르고뉴의 지원을 유지하기 위해 아르놀트는 샤를을 헬러르스의 섭정으로 삼았다. 1473년 2월 아르놀트가 후계자를 남기지 않고(투옥된 아들 제외) 사망하자, 그는 공국을 샤를에게 유증했다.

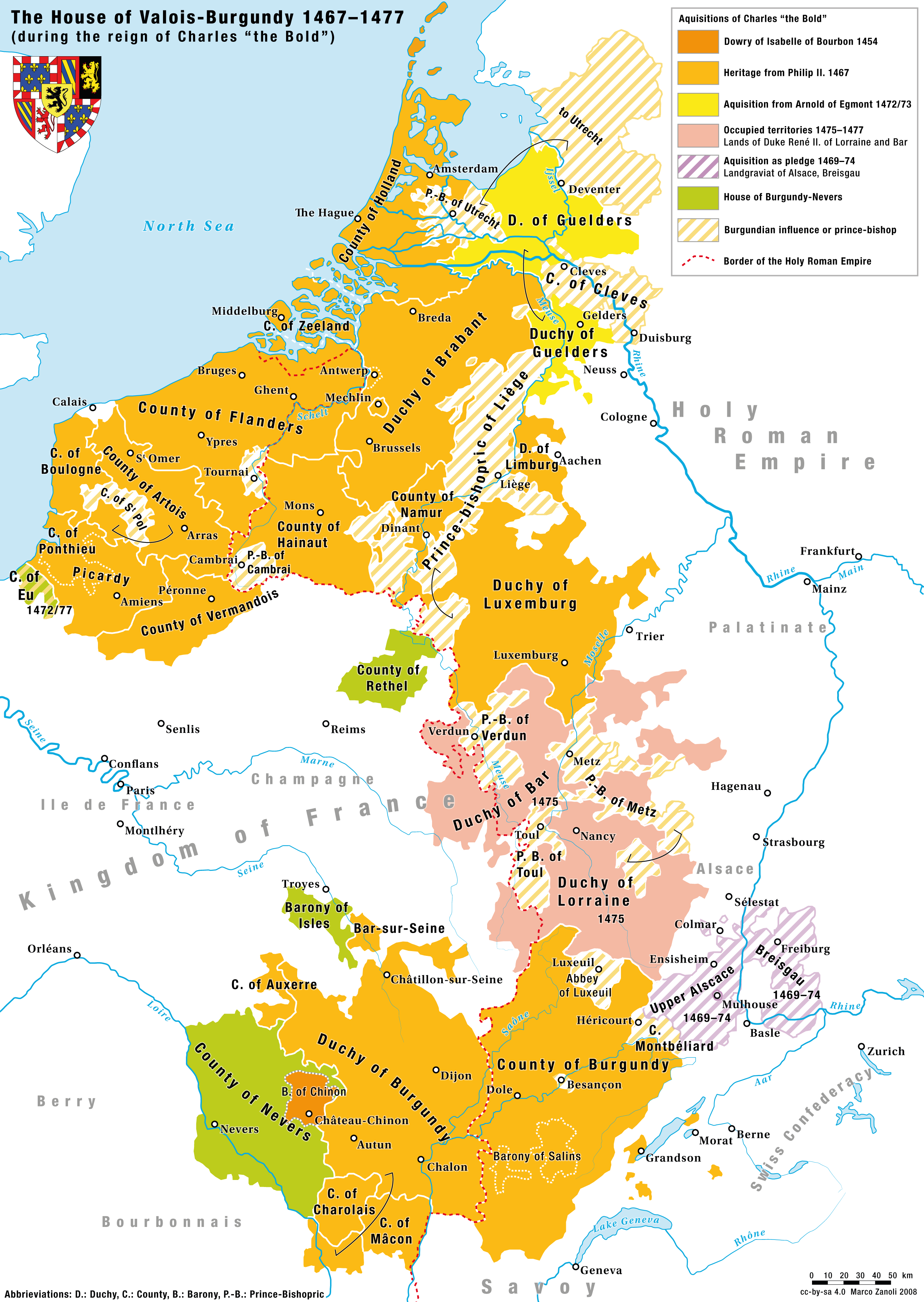
용담공 샤를 치세에 가장 넓었던 발루아 부르고뉴 영토

그러나 샤를의 상속은 반대에 부딪혔다. 헬러르스 의회와 네이메헌, 아른험, 쥣펀 시는 아르놀트의 유언을 거부했고, 루이 11세는 프리드리히 3세 황제에게 공작령 몰수를 요청했다. 프리드리히 3세는 샤를과 외교적으로 가까웠고 개입하지 않았다. 샤를은 반란을 일으킨 도시들과 헬러르스 귀족들을 무력으로 진압했다. 1473년 6월 9일, 상당한 군대를 이끌고 그는 저항 없이 마스트리흐트에 입성했다. 루르몬트와 펜로는 빠르게 항복했다. 저항의 지도자인 뫼르스 백작 빈센트 폰 뫼르스는 샤를의 포병에 항복했다. 유일한 심각한 충돌은 네이메헌 공성전이었는데, 부르고뉴군에 심각한 손실을 입힌 후에야 항복했다. 헬러르스를 성공적으로 정복한 후, 샤를은 중세를 부과하고 지역의 시의원들을 교체했다. 샤를은 반란 도시들을 통제하고 중앙집권적 행정 체제를 강요하기 위해 공작 재판관들에게 더 많은 권한을 부여했다.
샤를 치하의 부르고뉴는 남부의 부르고뉴 공국과 북부의 플란데런이라는 두 개의 독립된 지역으로 나뉘어 있었다. 이들을 통합하기 위해 샤를은 로렌 공국과 알자스를 필요로 했다. 1469년 3월 21일, 그는 오스트리아의 지기스문트를 자신의 궁정으로 맞이하여 오버엘자스의 지기스문트 영지 구매를 협상했다. 지기스문트는 절망적인 재정 상황에 처해 있었고 기꺼이 매각에 동의했다. 이 구매로 샤를은 스위스 국경 근처의 페레트 시에 대한 권리를 얻게 되었고, 이는 스위스 서약동맹을 경악시켰다. 샤를의 새로운 영지로부터의 권리와 수입은 대부분의 토지권이 지역 귀족들에게 저당 잡혀 있었기 때문에 심하게 제한되었다. 이 지역의 샤를 대리인인 페터 폰 하겐바흐는 주민들에게 가혹한 세금을 부과했다. 곧 알자스의 여러 도시들이 하겐바흐에 대항하는 동맹을 결성했다. 대부분의 경우 샤를은 이 지역을 무시했다.

### 트리어 황제 회견

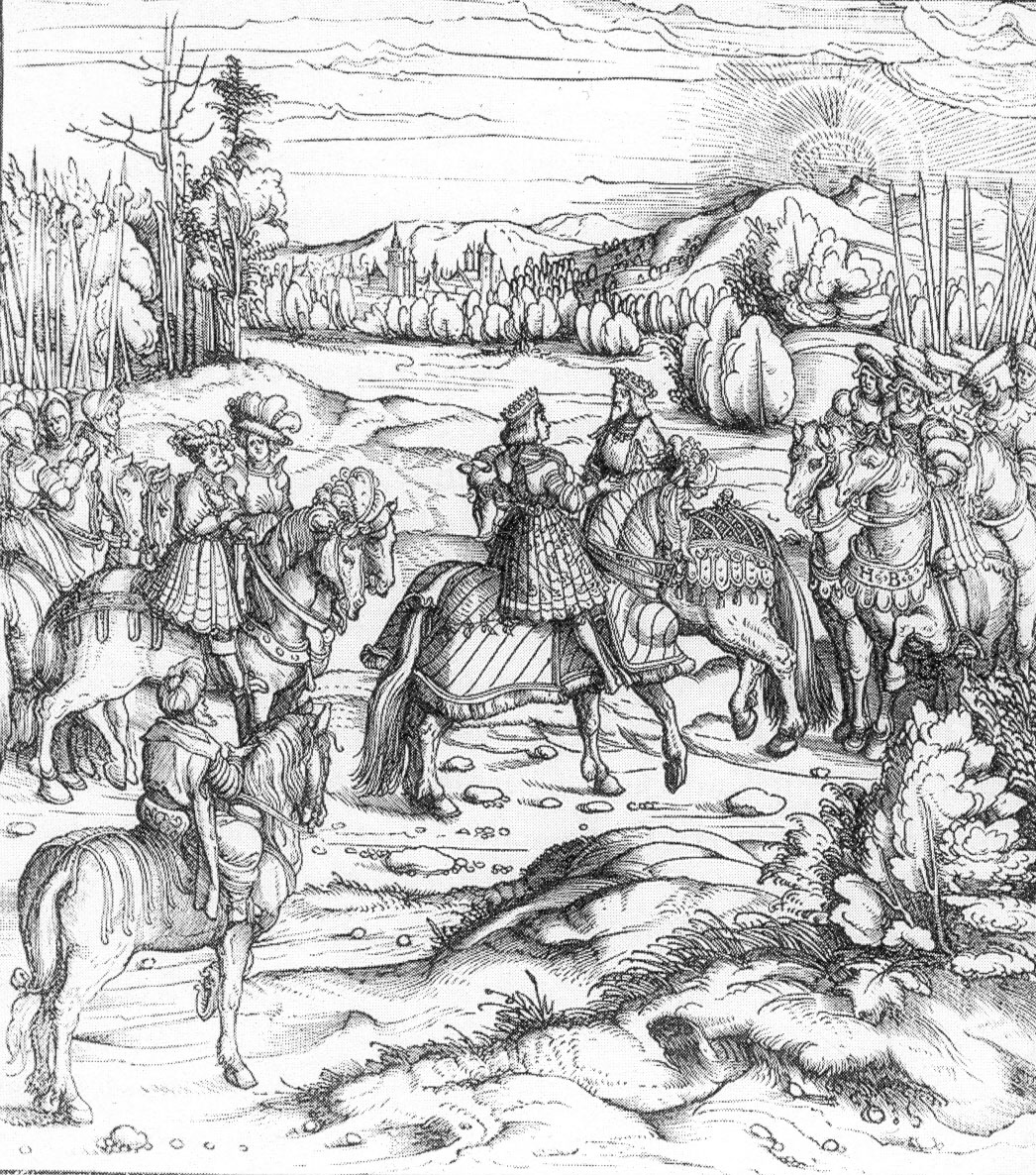
1473년 트리어에서 용담공 샤를과 프리드리히 3세의 만남

샤를은 부르고뉴 공국을 왕국으로 전환하여 프랑스 왕권에 대한 봉신의 제약에서 벗어나고 개인적인 위상을 높이고자 하는 강한 열망을 가지고 있었다. 샤를이 그러한 변화를 실현할 수 있는 유일한 방법은 신성 로마 제국의 틀 안에서였다. 샤를의 요청으로 오스트리아의 지기스문트는 황제의 아들과 샤를의 딸의 결혼을 유인책으로 삼아 샤를을 다음 로마인의 왕 즉, 황제의 후계자로 제안했다. 유럽에서 가장 부유한 사람 중 한 명이자 제국의 반란군 제후들, 헝가리인, 보헤미아인의 동맹인 샤를은 프리드리히 3세 황제에게 탐나는 동맹이었다. 그는 트리어에서 그를 맞이하는 데 동의했다.
1473년 10월, 양측은 트리어에 도착했다. 황제는 아들 막시밀리안과 2,500명의 기병을 거느렸고, 부르고뉴 수행원은 13,000명의 병사(포병 포함), 부르고뉴 귀족, 주교, 그리고 보물과 유물을 거느렸다. 모든 장엄함에도 불구하고 프리드리히 3세는 샤를이 딸을 데려오지 않은 것에 실망했는데, 합스부르크가의 적대자들이 마리가 신체적으로 결함이 있다고 주장하는 소문이 퍼졌기 때문이었다. 샤를은 로마인의 왕이 되어 프리드리히를 이어 황제가 되고 싶어했다. 그 대가로 막시밀리안은 부르고뉴 공작령을 상속받고 나중에 황제가 될 것이었다. 또한 샤를은 선제후가 되어 선제후단에서 보헤미아의 자리를 차지하고 헬러르스 공작으로 인정받기를 원했다.
샤를은 헬러르스 공작령 소유를 인정받았지만, 로마인의 왕으로는 인정받지 못했는데, 부분적으로 프리드리히 3세가 선제후들이 샤를에게 그 칭호를 부여하는 데 찬성하지 않을 것이라고 확신했기 때문이었다. 회의 기간 동안 샤를은 선제후들을 무시하고 소외시켰다. 그들의 지지가 얼마나 필요한지 깨달았을 때, 샤를은 자신의 부를 과시하여 그들을 감동시키려 했지만, 독일인들은 흔들리지 않았다. 샤를이 황제와만 교류하고 선제후들과는 교류하지 않기로 한 결정은 치명적인 실수였으며, 독일 정치 규범에 대한 완전한 무지를 보여주었다.
대신 프리드리히 3세는 부르고뉴 공국을 왕국으로 격상시킬 것을 제안했고, 샤를은 이를 수락했다. 양측은 11월 25일 트리어 대성당에서 프리드리히 3세가 샤를에게 왕관을 씌워주기로 계획했다. 그러나 다음 날 황제는 새벽에 모젤강을 타고 트리어에서 비밀리에 떠났다. 샤를은 격분하여 자신의 방에 틀어박혀 가구를 부수었다. 그러나 그는 막시밀리안과 마리 사이의 약혼을 파기하지 않았는데, 여전히 왕이 될 수 있기를 바랐기 때문이었다.

## 정책

### 입법

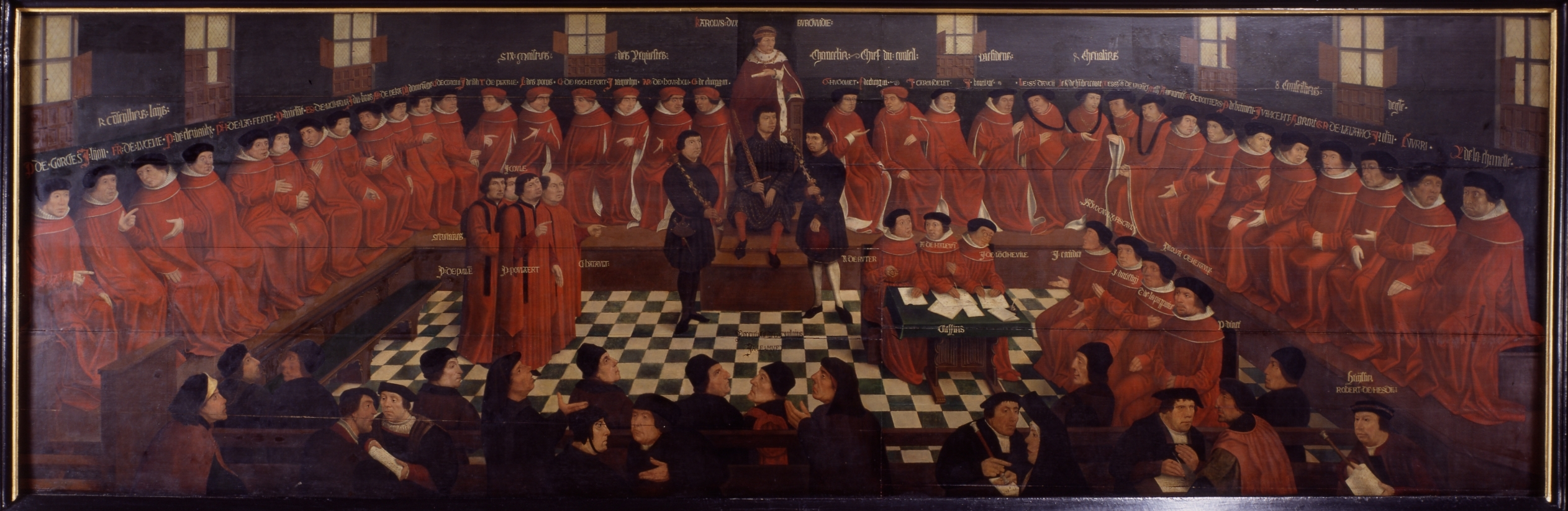
얀 코세엇, 1587년, 호프 판 부슬레이던 박물관|nl|Museum Hof van Busleyden 소장, 용담공 샤를 치하 메헬렌 의회 개회식

1468년 공작으로 즉위한 샤를은 프랑스 내에서 최고 사법권을 가진 파리 고등법원의 관할권을 해체하려고 했다. 부르고뉴의 도시들과 기관들은 법적 결정에 이의를 제기하기 위해 파리 고등법원에 의존했다. 이는 프랑스에 대한 어떠한 의존성도 혐오하는 부르고뉴 공작들을 자극했다. 필리프 선량공은 순회하지만 권한이 약한 법원을 설립하여 전국을 순회하게 했다. 샤를은 1473년 티옹빌 조례에 따라 메헬렌에 중앙 주권 법원을 설립했다. 이 도시는 이전에 릴과 브뤼셀에 있던 새로운 회계 법원을 수용하게 되었다. 이 의회의 언어는 프랑스어였으며, 인력의 3분의 2는 부르고뉴인이었다. 메헬렌 의회는 저지대 국가에서만 권한을 가졌다. 부르고뉴 본토에서는 샤를이 본과 돌 사이를 옮겨 다니는 또 다른 의회를 설립했다.
샤를의 말에 따르면, 정의의 올바른 집행은 "공공 기관의 영혼이자 정신"이었다. 그는 저지대 국가에 평화와 정의를 부과하기 위해 진지한 노력을 기울인 최초의 주권자로 인정받았으며, 그의 사망 1세기 후 역사가 안드레아스 판 하울은 그를 "정의의 왕자"로 여겼다. 그러나 조르주 샤스텔랭은 샤를이 정의를 부과하면서 자비심이 부족하다고 비판했다. 샤를은 사람들의 삶의 모든 측면을 검사하고 규제함으로써 사람들과의 관계를 손상시켰으며, 불필요하게 가혹했다. 샤를은 일반인들이 지방 법원으로 여겼던 지역 시의원들의 영향력을 줄이고 싶어했으며, 메헬렌 의회를 약화시켰다. 사법부에 대한 통제력을 높이고 국고를 채우기 위해 샤를은 시의원들을 해고하고 그들의 직책을 최고 입찰자에게 팔았다. 이로 인해 가장 부유한 사람들만이 그 직책을 맡게 되었다. 많은 기관들이 이러한 관행에 항의했지만, 샤를은 끊임없이 군대에 자금을 조달해야 했기 때문에 고집했다.

### 종교

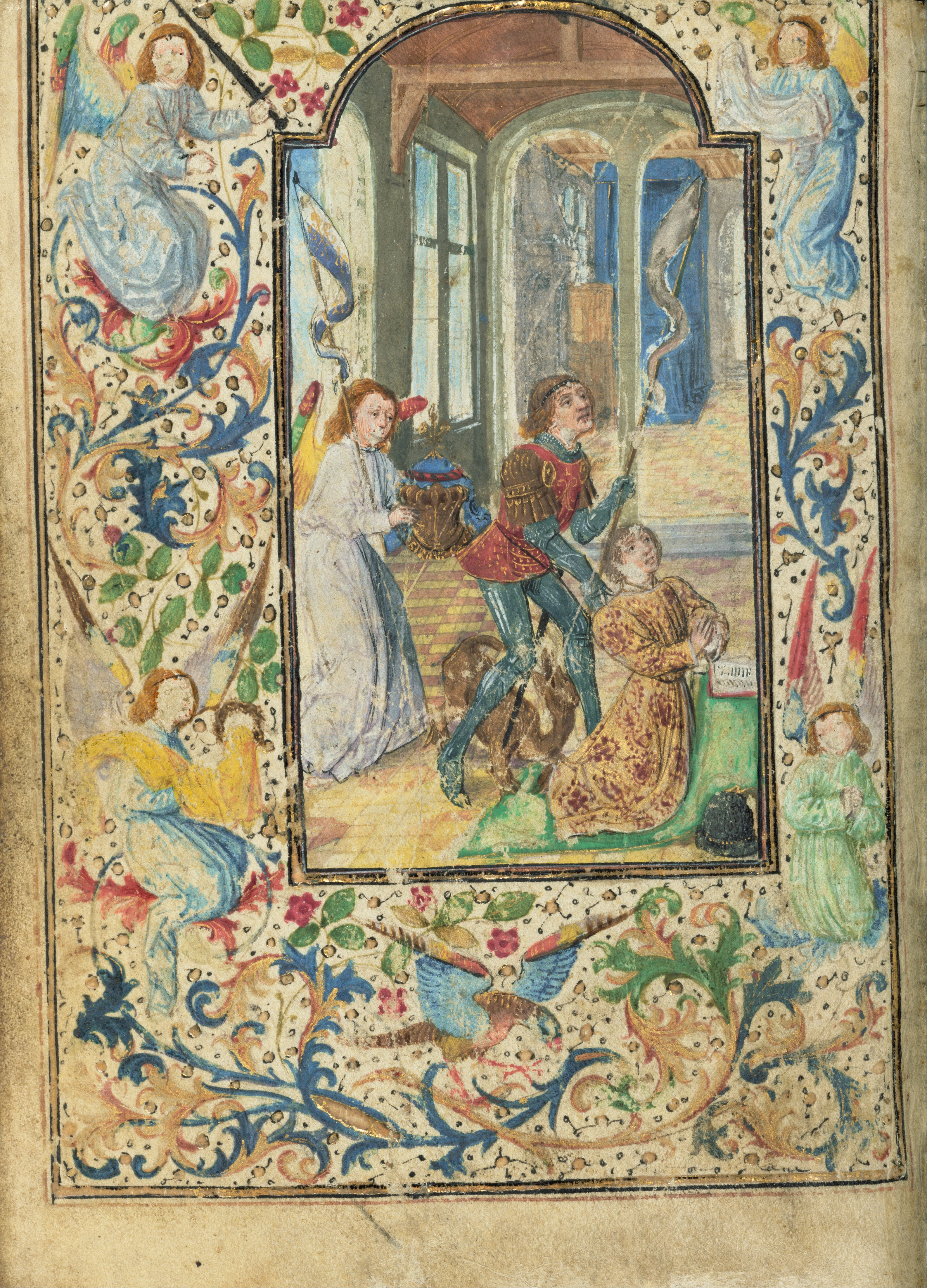
리벤 판 라템, 용담공 샤를의 기도서 서두 삽화, 성 게오르기우스에게 바쳐지는 용담공 샤를. c. 1471

용담공 샤를은 독실한 신자였으며, 동시대의 어떤 통치자보다도 자신을 더 경건하고 신실하다고 여겼다. 그는 자신의 주권이 하느님으로부터 부여받은 것이며, 따라서 자신의 권력을 오직 하느님께만 빚지고 있다고 생각했다. 어린 시절부터 샤를은 성 게오르기우스를 자신의 수호성인으로 선택했다. 그는 성 게오르기우스가 소유했다고 전해지는 검을 자신의 보물창고에 보관했으며, 성 미카엘과 같은 다른 전사 성인들도 숭배했다. 그는 1469년에 완성된 리벤 판 라템의 기도서를 의뢰했다. 이 필사본의 첫 두 폭 제단화와 다른 두 점의 그림은 샤를의 성 게오르기우스에 대한 헌신을 보여준다. 요크의 마거릿이 소유했던 성 코레트의 생애 사본에는 그녀와 샤를이 성 안나의 신봉자로 묘사되어 있다. 제프리 칩스 스미스와 같은 여러 현대 학자들은 성인과 공작이 모두 세 번 결혼했다는 사실에서 이 둘 사이의 연관성을 찾았다. 낸시 브래들리 워렌에 따르면, 샤를과 성 안나의 묘사는 마거릿과의 결혼을 정당화하고 영국과의 동맹에 회의적인 사람들을 안심시키기 위한 방법이었을 수 있다.
그의 통치 기간 내내 샤를은 오스만 제국에 대한 십자군 원정을 약속해달라는 여러 요청에 직면했다. 교황 식스토 4세는 부르고뉴 궁정의 교황 특사 루카스 데 톨렌티스에게 오스만인에 대한 십자군 원정을 촉구하도록 세 가지 지시를 보냈다. 톨렌티스는 1472년 6월 23일 교황에게 샤를이 "우리의 뜻에 따라 결심했다"고 보고했으며, 기독교권의 복지는 그의 마음에서 결코 멀어지지 않았다. 샤를은 동방 원정을 자신의 평생 업적의 정점으로 여겼을 수도 있지만, 그의 생애 동안 십자군 원정을 시작하지도 않았고, 그의 아버지가 그랬던 것처럼 준비하지도 않았다. 1475년 말부터 1476년 초 사이 짧은 기간 동안만 그는 십자군 원정을 진지하게 고려했는데, 이는 폐위된 모레아의 전제군주 안드레아스 팔레올로고스와의 만남 이후였다. 안드레아스는 트라페준타와 콘스탄티노폴리스의 황제로서의 주장을 샤를에게 양도하기로 동의했다. 이탈리아의 영향을 받은 학자들은 "그는 결국 군주들을 위한 총신이자 유용한 군사 조언자가 되었다. 하지만 궁극적인 임무인 마리 공작과의 결혼은 실패했다."고 언급한다.

### 외교

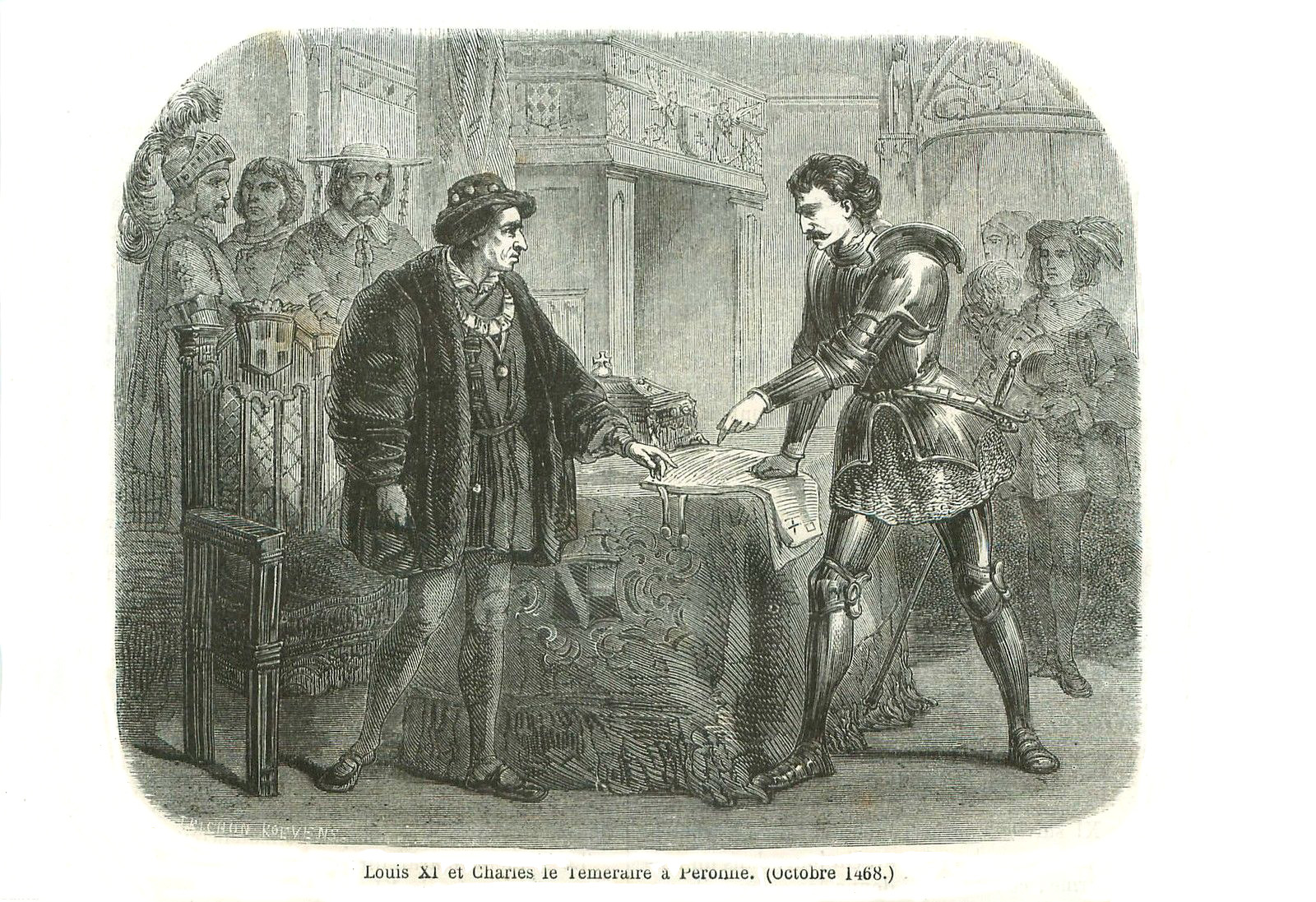
용담공 샤를이 루이 11세에게 페롱 조약에 서명하도록 명령하는 모습; 1913년; 귀스타브 에르베의 프랑스 역사 및 일반 역사 개념, 발레리 뮐러 삽화

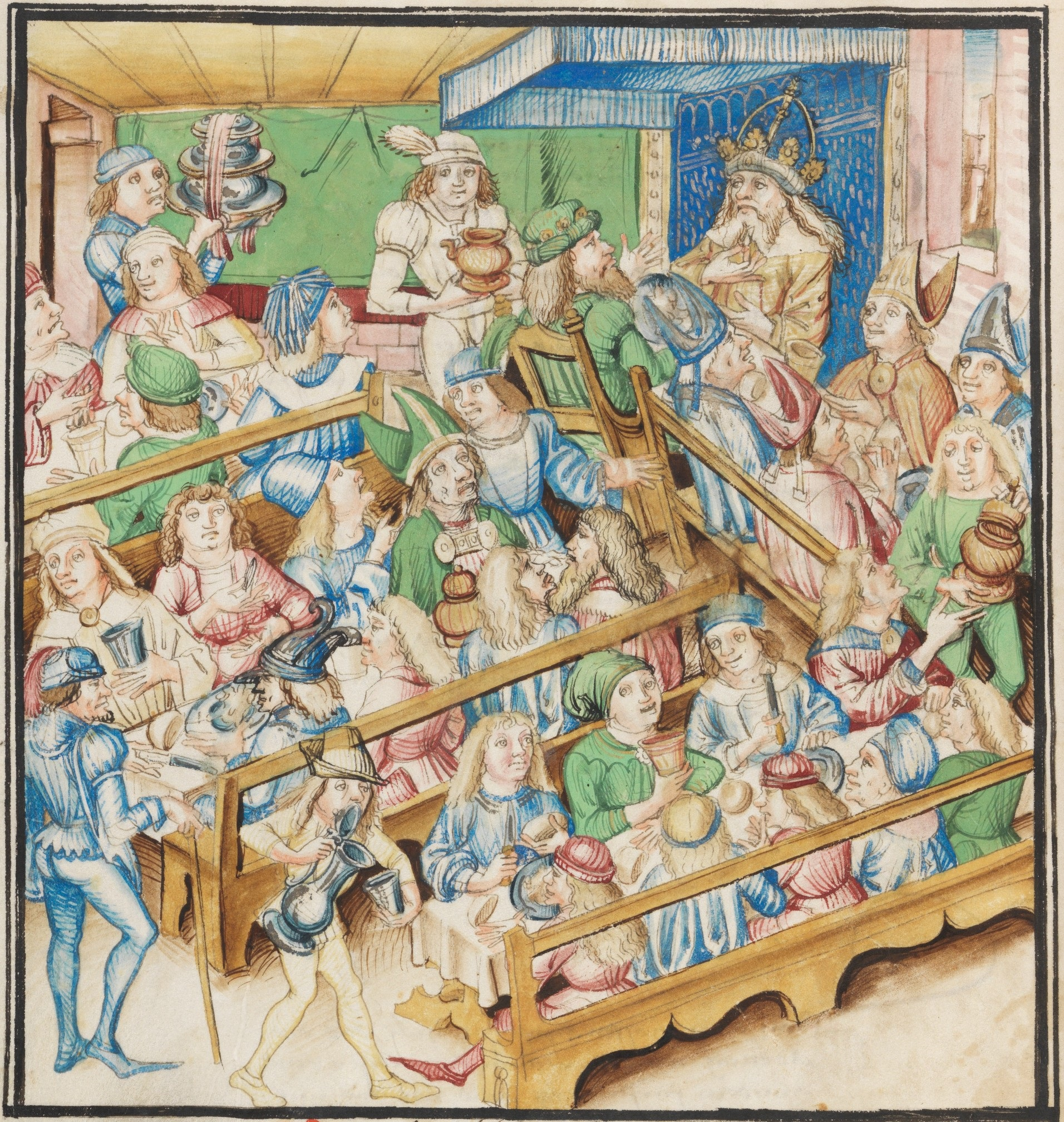
트리어 연회에서 샤를과 프리드리히 3세 황제

용담공 샤를은 위험하고 공격적인 외교 정책을 추구했다. 가능한 한 많은 동맹을 맺으려 노력했으며, 루이 11세 외의 모든 사람을 자신의 동맹으로 간주했다. 1471년 그는 19명의 동맹국 목록을 작성했다. 이듬해에는 24명으로 늘었고, 1473년에는 26명의 동맹국을 가졌는데, 루이 11세의 15명과 대조적이었다. 스코틀랜드와 같은 일부 관계는 형식적인 것에 불과했다. 스코틀랜드와 덴마크의 국왕들도 루이 11세와 조약을 체결하고 그의 동맹국 목록에 나타났다.
처음에는 샤를이 헝가리 국왕 마차시 코르비누스와의 동맹에 주저했다. 그러나 나폴리 왕국과의 상호 우정은 부르고뉴와 헝가리를 더욱 가깝게 만들었고, 프리드리히 3세의 반대자들과 동맹을 추구하면서 샤를은 마차시와 접촉했다. 샤를은 마차시의 보헤미아 왕국 주장을 지지함으로써 마차시가 선거인단에서 자신을 지지할 것이라고 희망했다. 1474년 11월, 양측은 성공적으로 조약을 체결하여 신성 로마 제국을 분할하기로 합의했다. 샤를은 로마인의 왕이 되어 라인강 유역의 영토를 통치하고 마차시는 브로츠와프와 보헤미아를 획득하기로 했다. 1473년, 새로운 로렌 공작 르네 2세와의 협상을 통해 샤를은 공작의 영토를 통해 군대를 통과시킬 권리를 얻었고, 로렌의 중요한 요새에 부르고뉴인 지휘관을 임명하여 공작령을 본질적으로 부르고뉴 보호령으로 만들었다. 샤를의 다른 동맹 중에는 사보이 공작 아메데오 9세도 있었는데, 그의 아내인 루이 11세의 누이 발루아의 욜란데는 루이 11세에 대한 공동의 반감을 바탕으로 공작령을 부르고뉴와 동맹으로 이끌었다.
루이 11세와 샤를 간의 치열한 경쟁은 두 통치자 모두 항상 전쟁에 대비하게 만들었다. 1472년 국왕의 동생인 베리 공작 샤를 드 발루아의 의심스러운 죽음은 샤를이 그의 동맹의 죽음을 복수하기 위해 무장하게 만들었는데, 그는 베리가 루이에게 독살당했다고 주장했다. 짧은 분쟁 후, 두 사람은 1473년 겨울 평화 회담 없이 싸움을 중단했다. 그들은 남은 통치 기간 동안 서로에게 전쟁을 선포하지 않았다. 1468년 샤를과 루이는 평화를 이루려 했고, 이는 프랑스 나머지 지역을 놀라게 했다. 샤를이 루이가 최근 리에주 반란에 개입했다는 사실을 알게 되자 그들의 평화 회담은 곧 적대 행위로 바뀌었다. 그 후 샤를은 루이를 페롱 시에 투옥하고 부르고뉴에 유리한 조약에 서명하도록 강요했는데, 그 조건에는 부르고뉴 공작이 충성 맹세를 면제받고, 피카르디에 대한 샤를의 주권을 보장하며, 부르고뉴 신하들에 대한 프랑스 사법권을 폐지하는 것이 포함되었다. 루이는 마지못해 모든 요구에 동의하고 페롱 조약에 서명했다. 그러나 왕권은 조약 조건을 준수하지 않았고 프랑코-부르고뉴 관계는 계속 좋지 않았다.

#### 이탈리아에서

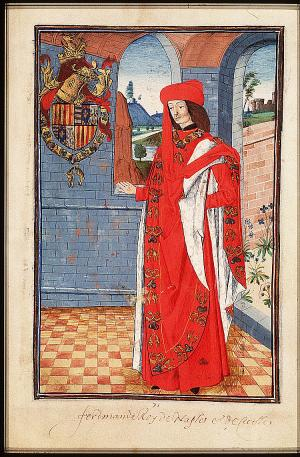
황금양모 기사단 기사로 묘사된 페르디난도 1세 (나폴리), 토이종 도르 문장왕 질 고베가 1473년에 쓴 《법령, 조례 및 문장집》의 필사본

루이 11세의 통치 초기, 밀라노 공국, 피렌체 공화국, 나폴리 왕국 간의 이탈리아 삼자동맹은 프랑스의 이탈리아반도 내 영향력을 키웠는데, 밀라노와 피렌체가 루이의 오랜 동맹국이었기 때문이었다. 이를 해결하기 위해 샤를은 이탈리아에서 부르고뉴의 영향권을 확장하여 프랑스의 영향력을 압도하려 했다. 이탈리아 통치자와의 첫 부르고뉴 동맹은 샤를과 루이 모두에게 존경받던 나폴리의 페르디난도 1세 국왕과의 동맹이었다.
페르디난도는 알폰소 1세의 적법화된 사생아였고, 교황은 그의 왕위 주장을 인정하지 않았다. 한편, 폐위된 나폴리 국왕 르네 당주는 끈질기게 그의 왕위를 되찾으려 했다. 르네 또는 그의 상속인들이 루이 11세의 지원을 받아 침략할지도 모른다는 끊임없는 두려움 속에서 페르디난도는 샤를과 동맹을 맺었고, 샤를은 1473년에 페르디난도를 황금양모 기사단원으로 삼았다. 샤를은 1469년과 1470년에 부르고뉴 궁정을 방문했던 페르디난도의 둘째 아들 나폴리의 페데리코와 자신의 딸 마리를 결혼시키는 것을 끊임없이 고려했다. 1474년 루이 11세와의 전쟁이 임박했을 때, 페르디난도의 참여는 그의 아들과 마리의 결혼에 달려 있었다. 샤를은 딸의 손을 페데리코에게 주겠다는 의지를 내비쳤고, 페르디난도는 1474년 10월 24일 아들을 부르고뉴로 파견했다. 페데리코는 샤를의 부관이자 측근 군사 고문이 되었지만, 마리와 결혼하려는 궁극적인 임무에는 실패했다.
밀라노 공국은 이탈리아반도에서 프랑스의 가장 중요한 동맹국이었다. 밀라노의 통치자 갈레아초 마리아 스포르차는 루이의 조카인 사보이아의 보나와의 결혼을 통해 프랑스 국왕과 긴밀한 관계를 맺고 있었다. 샤를은 밀라노와 동맹을 맺으려 했다. 1470년, 그는 갈레아초에게 동맹을 전제로 황금양모 기사단 가입을 제안했지만 거절당했다. 한때 그는 심지어 밀라노를 자신의 동맹국 목록에 포함시키기도 했는데, 이로 인해 갈레아초가 항의하기도 했다. 갈레아초를 동맹으로 끌어들이기 위해 샤를은 밀라노를 정복하고 싶다는 소문을 퍼뜨리기 시작했다. 예상되는 전쟁에 대한 우려와 샤를이 밀라노를 프랑스에서 고립시키기 위해 외교적 압력을 가한 것이 갈레아초를 설득하여 1475년 1월 30일 몬칼리에리에서 사보이아, 부르고뉴, 밀라노 간의 동맹을 형성하는 조약을 체결하게 했다. 이 조약의 결과로 두 공작령 간의 외교 관계가 수립되었고, 갈레아초는 조반니 피에트로 파니가롤라를 자신의 특사로 부르고뉴에 보냈다.
베네치아 공화국과의 샤를의 관계는 튀르크에 대한 십자군을 시작하려는 그의 의지에 기반을 두었다. 나폴리의 페르디난도의 주장으로 베네치아 원로원은 1472년 3월 20일 프랑스 국왕에 대항하는 조약에 동의했다. 그 이후로 베네치아는 샤를에게 끊임없이 자신의 약속을 지키고 오스만과의 전쟁에서 그들을 지원해달라고 촉구했다. 샤를의 무대응은 베네치아와의 점진적인 소외를 초래했다. 예를 들어, 그가 베네치아 콘도티에로인 바르톨로메오 콜레오니 (그는 10,000명의 병력을 데려왔을 것이다)를 그의 군대에 모집하고 싶었을 때, 베네치아 정부는 콜레오니가 가는 것을 허락하지 않았다. 샤를은 베네치아 대사들과 2년 동안 협상했지만, 결국 그들을 설득하는 데 실패했다. 1475년까지 베네치아와 부르고뉴 간의 동맹은 진정한 연합처럼 보이지 않게 되었다.
이탈리아반도는 1475년 몬칼리에리 조약 이후 영향력의 변화를 보였다. 용담공 샤를은 밀라노, 나폴리, 베네치아 등 이 지역의 4대 주요 세속 강대국 중 3개가 모두 자신과 동맹을 맺으면서 이탈리아 정치에서 루이 11세의 지배적인 영향력을 성공적으로 대체했다. 피렌체만이 프랑스 동맹으로 남아 있었지만, 베네치아와의 상호 동맹을 바탕으로 샤를에 대해 중립을 유지했다. 샤를은 프랑스에 대한 이탈리아의 가능한 지원을 성공적으로 제거했으며, 이제 프랑스와의 전쟁이 발생할 경우 이탈리아 동맹국들의 지원을 기대할 수 있게 되었다. 그러나 1472년부터 프랑스와의 관계는 휴전 상태였고, 샤를의 통치 기간 내내 그렇게 유지되었다.

### 예술

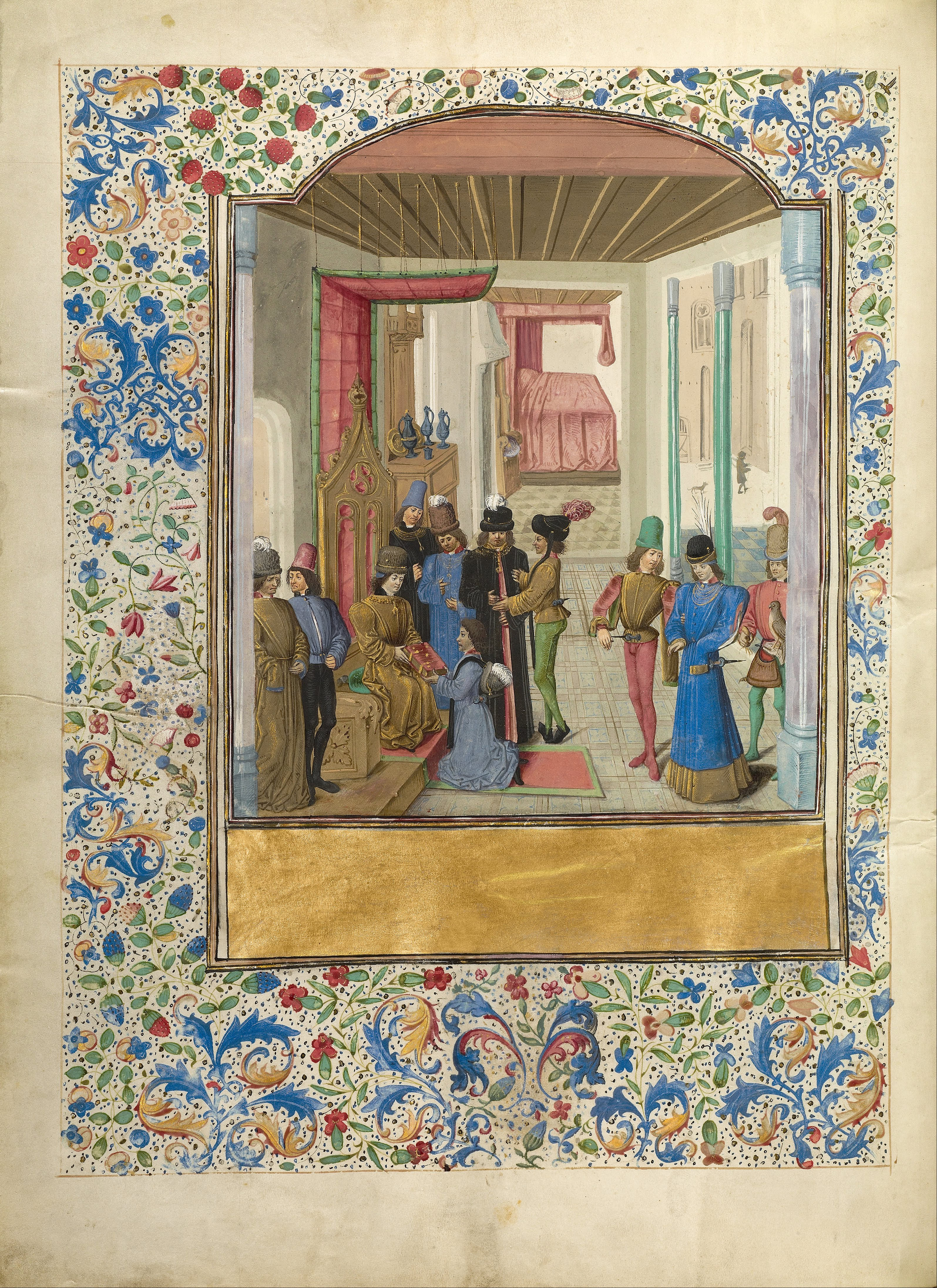
바스코 데 루세나가 퀸투스 쿠르티우스 루푸스의 알렉산드로스 대왕의 역사 번역본을 용담공 샤를에게 바치는 장면. 1470년에서 1475년 사이에 익명의 대가가 그린 《정덕 위로의 정원》 필사본의 folio.

용담공 샤를 치하의 부르고뉴 궁정은 화려하고 웅장했다. 이곳은 예술과 예의범절을 배우는 곳이자 기사도와 궁정 생활이 유럽의 다른 어느 곳보다 온전하게 유지된 곳으로 여겨졌다. 이러한 이유로 부르고뉴 궁정은 유럽 전역의 많은 젊은 귀족들과 왕자들의 본거지였다. 심지어 후대에도 샤를의 궁정은 존경받았다. 예를 들어, 스페인의 펠리페 2세는 아버지인 카를 5세의 권유로 올리비에르 드 라 마르슈가 기록한 용담공 샤를의 궁정 기록을 사용하여 "부르고뉴 궁정 의식"을 스페인에 도입했다. 따라서 샤를의 부르고뉴 궁정은 17세기 스페인 전역에 영감을 불어넣은 이상적인 궁정 생활의 본보기가 되었다. 샤를의 궁정은 동시대 다른 궁정들과 크게 다르지 않았지만, 특정 특징들이 궁정의 매력을 더했다. 기사와 귀족의 수, 다른 궁정인들과 거리를 둔 통치자의 신성한 이미지, 그리고 궁정의 화려함이었다. 샤를은 그의 전임자들처럼 예술에 대한 사치스러운 후원을 통해 자신의 화려함을 과시했다.
샤를의 통치 기간 동안 채식필사본 제작이 번성했다. 1467년 즉위 후, 샤를은 아버지 사망 후 미완성으로 남은 프로젝트에 상당한 자금을 제공하고 새로운 프로젝트도 의뢰했다. 르네상스 인문주의자의 후원자로서 그는 퀸투스 쿠르티우스 루푸스의 알렉산드로스 대왕의 역사를 프랑스어로 번역하여 부적절한 《산문 알렉상드르 이야기》를 대체하도록 의뢰했다. 그는 포르투갈의 바스코 데 루세나와 잔 드 셰네에게 각각 크세노폰의 키루스의 교육과 카이사르의 갈리아 전기를 프랑스어로 번역하도록 의뢰했다. 1468년 그는 기욤 필라스트르에게 이아손, 야곱, 기드온, 메사, 욥, 다윗의 도덕적이고 교훈적인 이야기를 담은 "교훈 연대기"인 《황금양모 이야기》를 편찬하도록 의뢰했다. 그는 최고의 서예가와 채색가들을 고용하여 그의 법령을 화려하게 장식하도록 했다. 1469년의 법령은 니콜라 스피어링이 채색했으며 샤를의 궁정인들 사이에서 배포되었다. 리벤 반 라템이 채색한 그의 기도서는 부르고뉴의 마리 마스터와 같은 위대한 채색가들에게 영향을 미친 플란데런 채색의 걸작으로 여겨진다. 샤를과 그의 아내 마거릿은 시몬 마르미옹의 후원자였으며, 그는 그들을 위해 성무일도서와 패널화를 채색했다.
샤를은 음악의 후원자였고 유능한 음악가였다. 1469년 그의 조례에서 샤를은 그의 음악적 수행원이 어떠해야 하는지에 대한 명확한 견해를 제시했다. 콘서트 밴드, 의례용 트럼펫 연주자, 실내악 연주자, 오르간 연주자, 그리고 필리프 선량공의 예배당보다 더 다양한 음악을 연주했던 예배당 음악가들. 그는 자신의 예배당을 자신의 전역에 데리고 다녔고 매일 밤 그의 방에서 합창단원들이 그에게 새로운 노래를 부르도록 했다. 샤를은 작곡가 앙투완 뷔누아의 후원자였으며, 그는 그의 합창단장이 되었다. 그의 궁정 음악가에는 아인 판 히제헴과 로베르 모르통도 포함되었다. 그가 가장 좋아하는 노래는 무장한 남자였으며, 이 노래는 그를 위해 쓰였을 수도 있다. 샤를은 캉브레 대성당에서 연주된 모테트를 작곡했는데, 아마도 그의 시대 가장 유명한 작곡가 중 한 명인 기욤 뒤파이 앞에서였을 것이다. 그의 다른 작품으로는 샹송과 세속가곡이 있었다. 그의 모테트나 샹송의 어떤 곡도 남아있지 않지만, 두 곡이 그에게 귀속된다. Del ducha di borghogna (부르고뉴 공작의 노래)와 Dux Carlus (샤를 공작). 두 곡 모두 작곡가의 이름이 언급되지 않은 이탈리아 가곡집에서 유래했다. 그럼에도 불구하고 이 곡들은 서로 놀라운 유사성을 가지고 있다. 성악 음역에서, 다 음의 사용에서, 그들의 악곡의 형식 ([[[롱도 (고정 형식)|롱도]]] 오류: {{전자}}: transliteration text not Latin script (pos 3: 롱) (도움말))에서, 그리고 두 곡 모두 Ma dame이라는 구절로 시작한다. 음악학자 데이비드 팔로우스에 따르면, 이러한 유사한 특징으로 볼 때, 이 곡들은 1460년대에 샤를이 작곡했을 가능성이 높다. 샤를은 노래 부르는 것을 좋아했지만, 노래 실력이 좋지 않았다.

### 군사

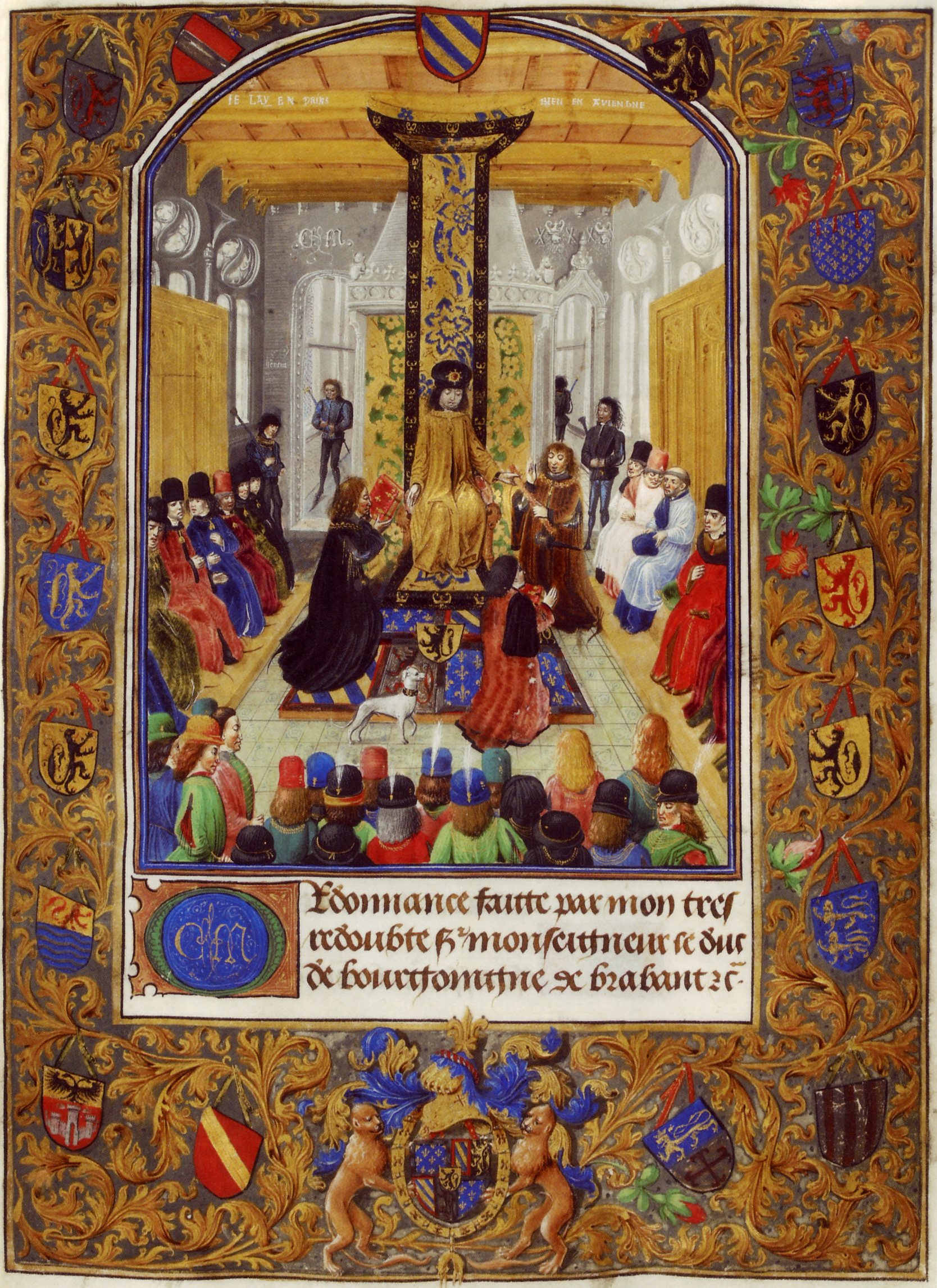
용담공 샤를의 군사 조례, 피츠윌리엄 마스터 268, 1475년경

샤를이 부르고뉴 공작이 되었을 때, 그의 군대는 대부분 소집되거나 계약에 따라 고용된 봉건 체제 아래에서 운영되었다. 그의 군대 대부분은 프랑스 귀족과 그들의 봉신, 그리고 영국 궁수로 구성되어 있었는데, 이 군대는 자원 배분의 비효율성과 느린 이동 속도로 고통받았다. 필리프 선량공 치하의 평화 시기를 거치면서 군대는 훈련이 거의 없었고 준비되지 않았다. 게다가 유럽의 다른 군대와 비교했을 때 그들의 구조는 구식이었다. 이러한 문제들을 해결하기 위해 샤를은 1468년부터 1473년 사이에 일련의 군사 조례를 발표했는데, 이는 부르고뉴군을 혁신했을 뿐만 아니라 16세기 유럽의 모든 군대에 영향을 미쳤다. 이 조례 중 첫 번째는 부르고뉴 원수에게 보내진 것으로, 군대에 누가 모집될 수 있는지에 대한 지시와 포병대원(즉, 석공, 조수, 포수, 목수)에 대한 설명을 포함한다. 1471년 아브빌에서 발표된 두 번째 조례는 1250명의 기병으로 구성된 [[[정규군 (프랑스)|Compagnie d'ordonnance]]] 오류: {{전자}}: transliteration text not Latin script (pos 3: 정) (도움말)를 창설한다고 선포했는데, 이들은 1200명의 석궁병, 1250명의 총병, 1250명의 장창병과 함께했다. 한 부대는 기병, 기마 페이지, 기마 검병, 세 명의 궁기병, 석궁병, 장창병으로 구성되었다. 샤를은 각 부대에 제복(공작 색깔에 부르고뉴 십자가 새겨진)을 디자인했다. 그는 또한 피라미드형 계층 구조에서 발생할 수 있는 대장과 부하들 간의 내분을 방지하기 위한 중첩된 군사 계층 구조를 설계했다.

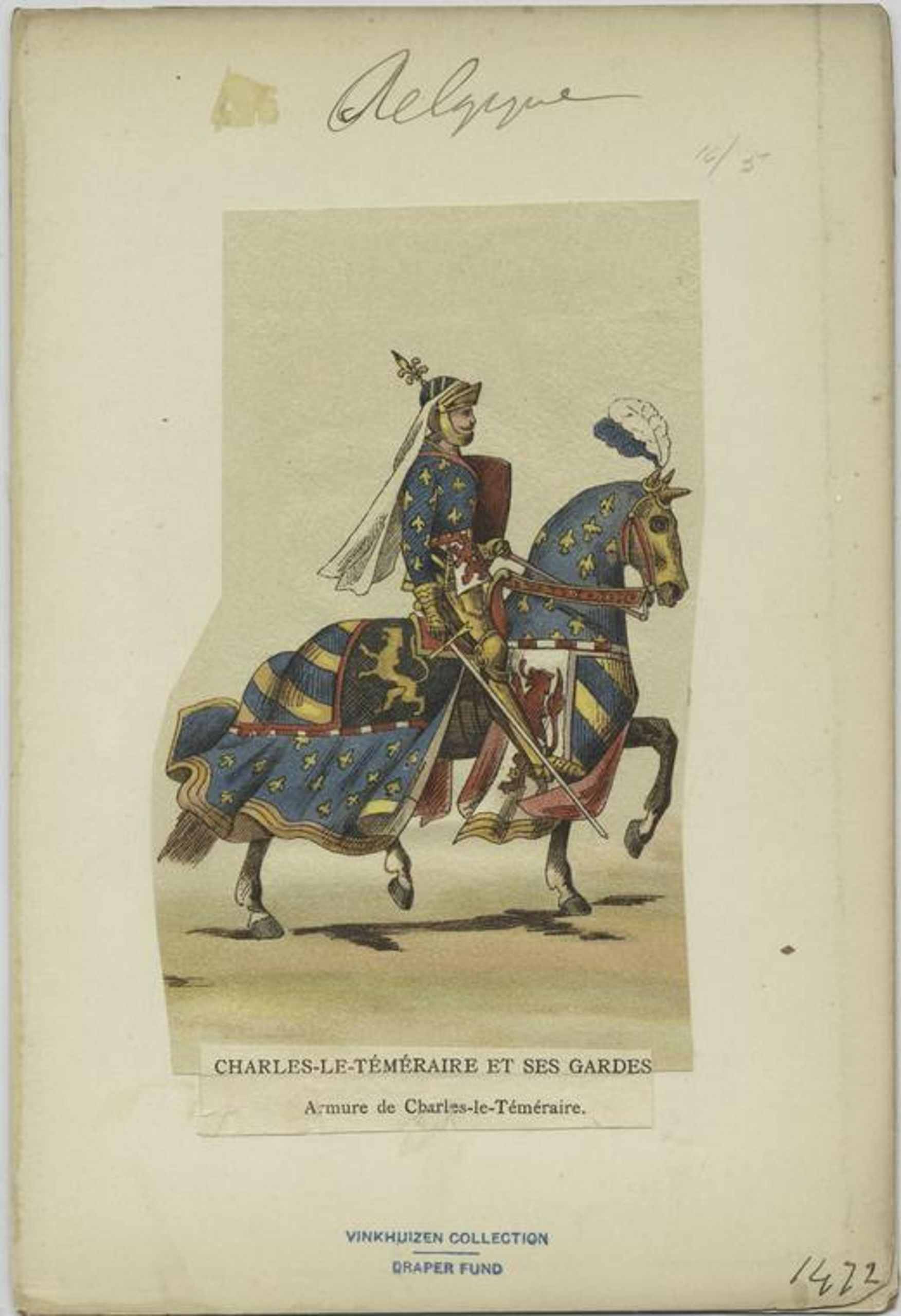
뉴욕 공립도서관에 소장된 뱅크하우젠 군복 컬렉션의 용담공 샤를의 갑옷, 1910년

티옹빌에서 발행된 이 조례 중 마지막은 샤를의 군사 행정의 정점을 찍었다. 분대의 조직은 세세한 부분까지 분류되었고, 병사들 간의 질서를 유지하기 위해 특별한 전투 행진이 만들어졌으며, 병사의 장비는 자세히 설명되었고, 계급 간의 규율은 가장 중요하게 여겨졌다. 샤를은 개별 병사들이 종군자를 두는 것을 금지했고, 대신 각 900명으로 구성된 중대당 30명의 여성을 허용하여 그들을 돌보게 했다. 그는 태만자 및 탈영병에 대해 잔혹한 규칙을 정했다. 1476년 그는 잔 드 다디젤을 탈영병 체포 임무에 임명했다. 병사들에게 탈영을 부추긴 자는 처형되었고 탈영병은 군대로 복귀해야 했다. 샤를은 자신의 병사들이 훈련관 없이 사적인 환경에서 동료들에게 이러한 새로운 조건을 가르치도록 의도했다. 샤를이 몇 년마다 새롭고 상세한 개혁을 공표하는 변덕스러운 속도는 그의 대장과 병사들이 충분히 이행하기에는 너무 많았다.
샤를의 법령은 대부분 크세노폰의 키루스의 교육에서 영감을 받았다. 키루스 2세가 어떻게 신하들의 자발적인 복종을 얻어냈는지 관찰한 후, 샤를은 병사들 사이의 규율과 질서에 집착하게 되었다. 그는 아브빌 법령에 크세노폰의 의견을 적용하여, 복잡한 지휘 체계를 통해 병사들이 지휘하고 복종하도록 보장했다. 베게티우스의 군사학 논고의 영향도 샤를의 글에서 매우 뚜렷하다. 베게티우스는 병사들이 전투적인 삶을 자원하는 남자들 중에서 모집되어야 한다고 제안했다. 그 후 그들은 공작에게 충성 맹세를 해야 했다. 샤를은 1471년 법령에서 두 가지 아이디어를 모두 채택했다. 샤를의 1473년 법령에는 병사들을 훈련시키고 준비시키기 위한 베게티우스의 훈련이 포함되었다.
부르고뉴 상비군은 병력 모집에 어려움을 겪었다. 군대에는 충분한 기병, 장창병, 궁기병이 있었지만, 컬버린과 보병 궁수가 부족했다. 이 문제를 해결하기 위해 샤를은 군대를 다양화하고 다른 국적의 병사들을 모집했다. 이탈리아 용병들이 그가 가장 선호하는 병사들이었으며, 1476년까지 그의 부대의 대부분을 차지했다. 과거 군사 작가들이 용병 모집에 대해 끊임없이 경고했음에도 불구하고, 동시대 연대기작가 장 몰리네는 샤를의 뛰어난 해결책을 칭찬하며, 그가 하늘과 땅 모두에게 총애를 받아 "철학자들의 계율" 위에 있다고 말했다.

## 부르고뉴 전쟁

### 콘스탄츠 동맹

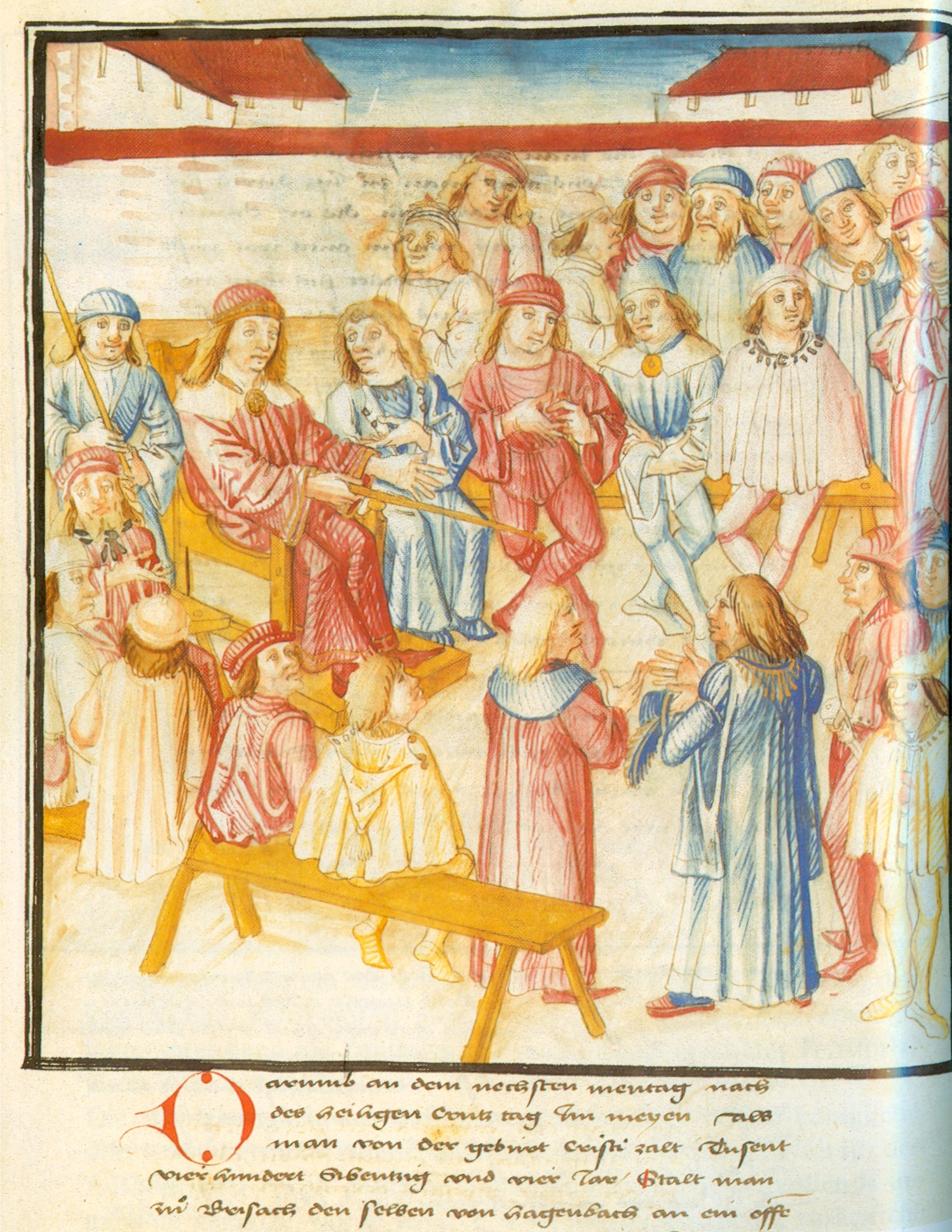
페터 폰 하겐바흐 재판, 1474년

5년 동안, 샤를의 오버엘자스 대리인인 페터 폰 하겐바흐는 알자스 신민들의 반감을 샀다. 그의 통치에 위협을 느낀 이웃 스위스 서약동맹을 적대시했고, 뮐루즈 시에 대한 공격적인 의도를 보였다. 그 결과, 스위스는 독일 도시들과 루이 11세와 동맹을 맺으려 했다. 1473년 2월까지, 소수의 자유 도시들이 알자스에서 부르고뉴 통치를 종식시키기 위해 연합했다.
스트라스부르, 콜마르, 바젤, 셀레스타 시는 샤를에게 알자스를 되사기 위해 오스트리아의 지기스문트에게 돈을 제안했지만, 샤를은 이를 유지하기로 결심하고 팔기를 거부했다. 자신의 주장을 강조하기 위해 샤를은 1473년 크리스마스 무렵, 군대를 이끌고 이 지방을 순회했다고 전해진다. 그는 자신의 진정성에 의문을 제기하는 스위스인들과 평화를 이루려 했다. 샤를의 위협은 스위스인들을 그들의 옛 적수인 지기스문트와 동맹을 맺도록 촉발했다.
1474년 4월, 반란을 일으킨 알자스 도시들과 스위스인들은 샤를과 페터 폰 하겐바흐를 알자스에서 몰아내기 위해 콘스탄츠 동맹을 결성했고, 반란은 빠르게 확산되었다. 동맹군은 하겐바흐를 전복시키고 재판에 회부하여 5월 9일 처형했다. 이 소식을 듣자 샤를은 격분했다. 8월 그는 페터의 형제인 슈테판 폰 하겐바흐가 이끄는 군대를 알자스로 보냈다. 샤를이 다시 알자스 통제를 포기하기를 거부하자, 콘스탄츠 동맹은 공식적으로 그에게 전쟁을 선포했다. 하겐바흐의 죽음은 현재 "부르고뉴 전쟁"이라고 불리는 분쟁의 도화선이 되었다고 볼 수 있다.

### 노이스 공성전
알자스가 부르고뉴 당국에 반기를 들었을 때, 샤를은 이미 쾰른에서 또 다른 원정에 몰두하고 있었다. 샤를은 쾰른 대주교 루프레히트를 반란에 대항하여 도왔는데, 선제후국을 부르고뉴의 보호령으로 만들기를 희망했다. 그는 1474년 5월 14일 마스트리흐트에서 평화 회담을 열었지만 실패했다. 6월 22일부터 그는 쾰른 도시들을 포위하고 루프레히트의 백성들이 후자의 조건을 받아들이도록 강요할 계획을 세웠다. 그의 목표 중 첫 번째는 노이스 시였다. 샤를은 쾰른 공격을 위한 부르고뉴 보급선을 확보하기 위해 노이스를 통제해야 했다. 노이스는 며칠 내에 함락될 것으로 예상되었고, 많은 동시대 역사가들은 노이스 함락이 독일을 부르고뉴인들에게 개방할 것을 우려했다.

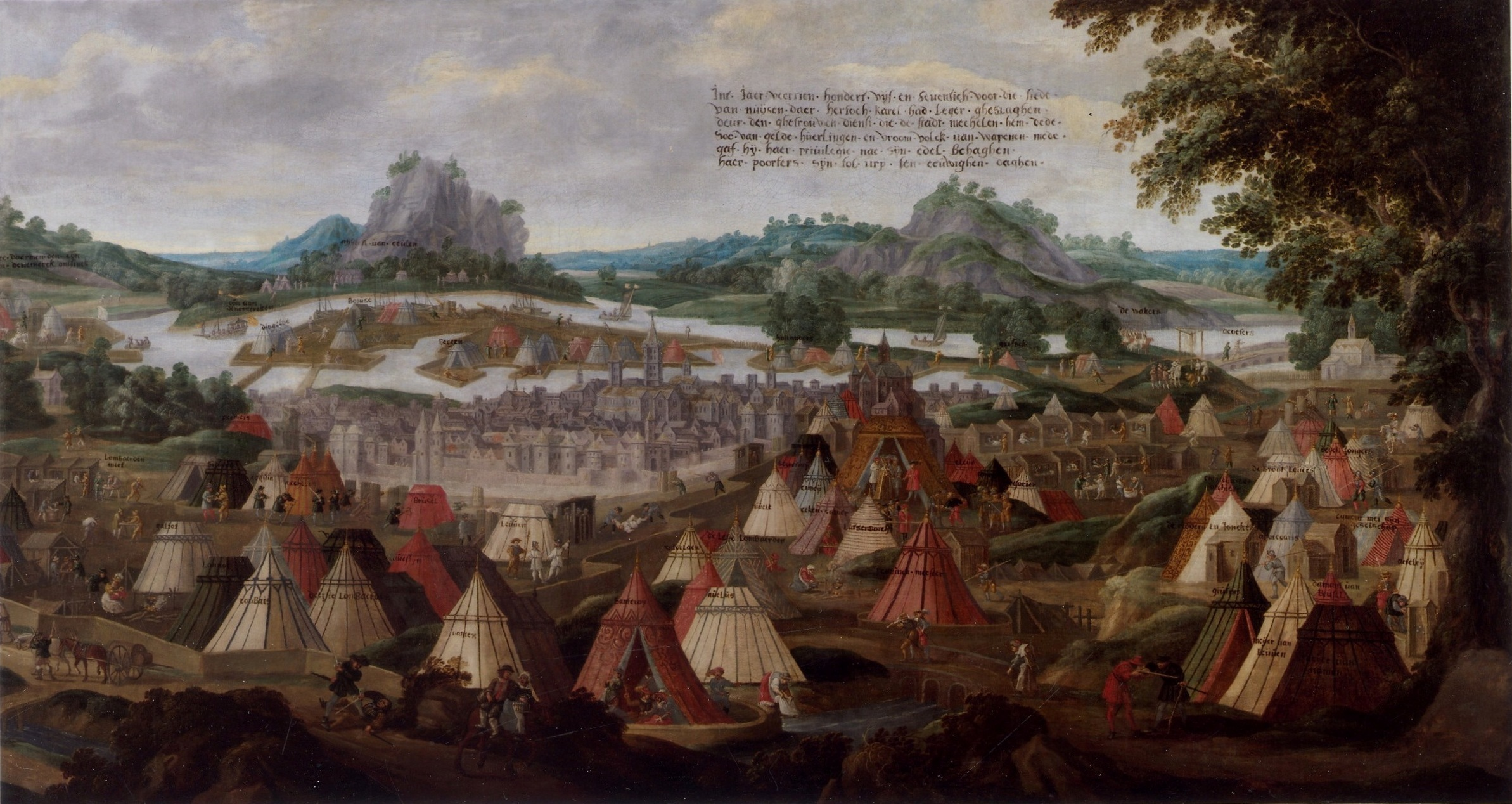
아드리안 판 덴 후트가 그린 1475년 용담공 샤를의 노이스 공성전

1474년 7월 28일, 샤를의 군대는 노이스 남문으로 진격했다. 그의 포병대는 즉시 성벽을 파괴하기 위해 포격을 시작했다. 도시를 고립시키기 위해 샤를은 모든 성문에 병사들을 배치하고, 50척의 배로 노이스를 가로지르는 강을 봉쇄했으며, 도시와 인접한 두 섬을 확보했다. 모든 시도에도 불구하고 노이스와 외부 세계 간의 통신은 계속되었다. 9월에 부르고뉴 야간 감시병은 강에서 황제 프리드리히가 부르고뉴 포위군을 공격할 의도를 상세히 설명하는 편지를 가지고 수영하는 남자를 붙잡았다. 프리드리히의 계획을 알게 된 샤를은 포격을 강화하고 에르프트강의 물길을 돌리고 과적된 바지선을 라인강에 가라앉힘으로써 도시의 해자를 비우려고 시도했다.
노이스 주민들은 끊임없는 포격에도 불구하고 항복을 거부했으며, 식량이 소에서 달팽이와 잡초로 줄어들었음에도 불구하고 굴복하지 않았다. 그들의 저항은 모든 동시대 연대기에서 찬사를 받았다. 프리드리히 황제는 군대를 모으는 데 느렸다. 1475년 봄에 2만 명의 독일군을 모았을 때, 그는 쾰른에서 그들의 진영인 촌스까지 행진하는 데 17일이 걸렸다. 샤를은 처남인 영국 에드워드 4세로부터 계속해서 공성전을 포기하고 프랑스와 싸우는 데 합류하라는 요청을 받았다. 그러나 황제군의 앞에서 샤를은 철수하여 체면을 잃고 싶어하지 않았다. 황제는 부르고뉴인들과 싸울 의지가 없었고, 분쟁에 대한 그의 개입을 몇 차례의 소규모 교전으로 제한했다. 교황 특사가 양측에게 파문 위협을 가한 후 분쟁은 빠르게 끝났고, 모든 당사자들은 1475년 5월 29일 평화 조약에 서명했다.
샤를은 6월 27일 노이스를 떠났다. 도시는 너무 심하게 손상되어 항복 직전이었다. 그의 선전가들은 그를 독일군에게 굴욕적인 패배를 안겨준 시대의 카이사르로 묘사했다. 평화 조약에 서명한 후, 수백 명의 독일 병사들이 그를 보기 위해 줄을 섰다. 한 연대기에 따르면, 그들 중 많은 이들이 샤를에게 몸을 던져 그를 숭배했다. 그러나 노이스 공성전은 부르고뉴에 군사력과 전략적 기회 측면에서 막대한 손실을 입혔다. 인원과 장비 손실 외에도 이 공성전은 샤를에게 루이 11세와 프랑스를 파멸시킬 기회를 잃게 만들었다. 그의 동맹으로부터 아무런 지원을 받지 못한 에드워드 4세는 루이 11세와 피키니 조약을 체결하는 데 동의했다. 이 조약의 조건에는 7년 휴전과 두 왕국 간의 결혼 동맹이 포함되었다. 샤를 또한 루이와 조약을 체결해야 했는데, 그래야 그는 남쪽으로 진군하여 현재 로렌의 르네 2세도 포함된 콘스탄츠 동맹을 상대할 수 있었기 때문이다.

### 그랑송 전투

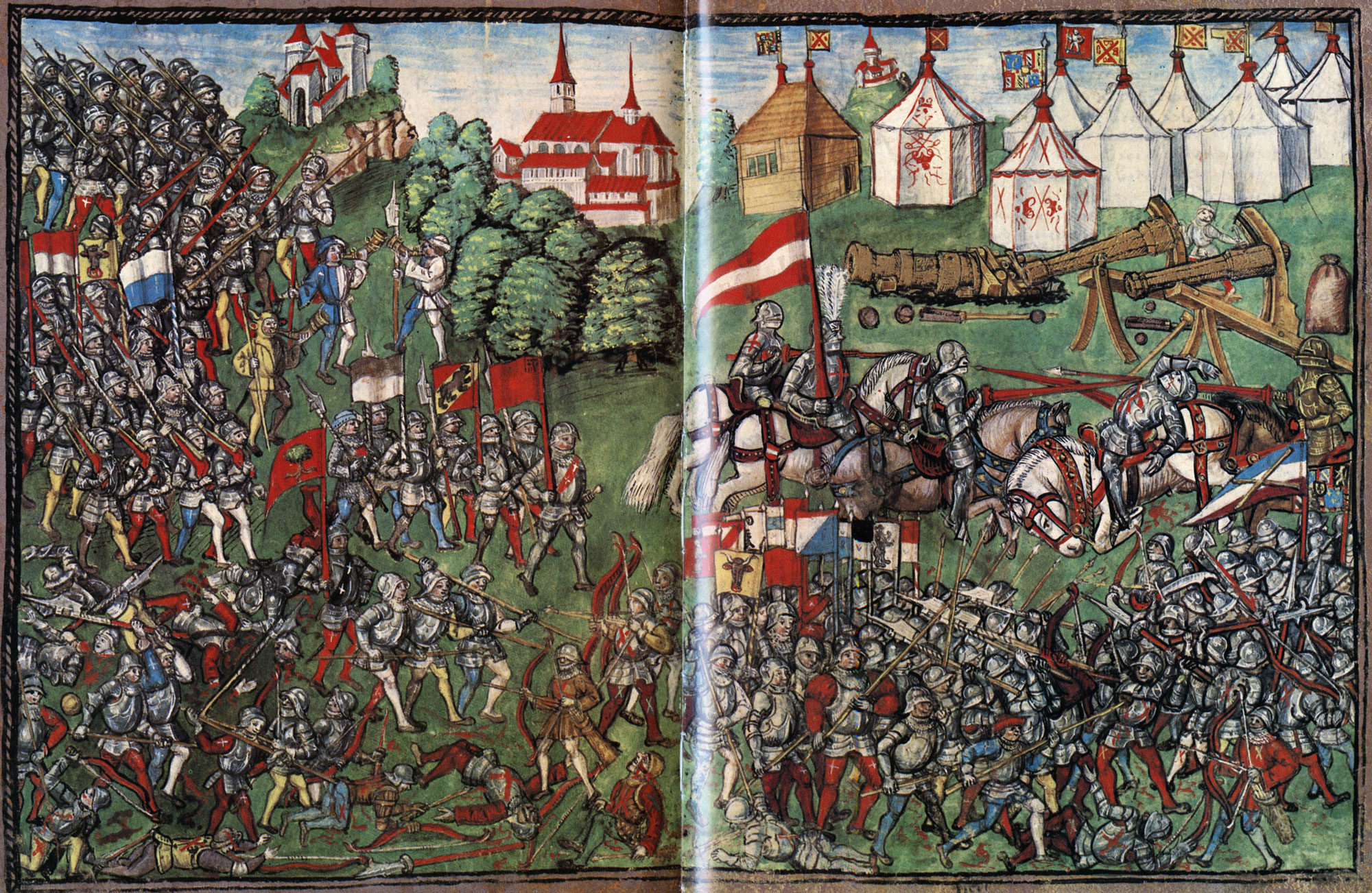
그랑송 전투, 1515년 디볼트 실링 소년의 루체른 연대기 미니어처

샤를은 루이 11세와 평화 조약을 체결하자마자 스위스와 그 동맹국들에 대한 전면적인 침공을 시작했다. 그의 군대를 두 부분으로 나누어 로렌을 통해 저항 없이 진격하여 수도 낭시를 점령했다. 1476년 초, 샤를은 최근 점령된 그랑송 성을 포위했는데, 이 성은 베른의 수비대에 의해 요새화되어 있었다. 부르고뉴군을 물리치기 위해 많은 구원군이 파견되었음에도 불구하고, 스위스는 도시를 포위에서 해방시킬 수 없었고, 샤를은 그랑송을 탈환하여 스위스의 부르고뉴 도시들에 대한 잔혹 행위에 대한 보복으로 모든 베른 수비대를 처형했다. 3월 1일, 샤를은 스위스군이 전투를 위해 자신에게 진격할 것으로 예상하고 그랑송을 떠나 콩시즈 마을 북쪽의 산길을 향해 북쪽으로 향하기로 결정했다. 그가 예상했듯이, 스위스군은 뇌샤텔에서 진격했는데, 8천 명으로 구성된 선봉대는 나머지 군대보다 몇 시간 앞서 있었다. 선봉대는 먼저 산길에 도착하여 부르고뉴군을 기습했다.
샤를은 재빨리 군대를 재정비하고, 포병에게 적진을 향해 발포하라고 명령한 뒤 공격을 개시했다. 한편 스위스군은 무릎을 꿇고 기도했는데, 부르고뉴군은 이를 항복으로 오해하여 더욱 공격을 독려했다. 루이 드 샬롱아를레 경이 지휘한 초기 돌격은 스위스 방어선을 뚫지 못했고, 루이 자신도 이 과정에서 전사했다. 샤를은 다시 두 번째 공격을 감행했다. 포병에게 더 좋은 목표를 제공하기 위해 적을 계곡 아래로 더 유인하기 위해 샤를은 곧 후퇴했다.

그랑송 전투 당시 부르고뉴 공작령 군기

그러나 샤를의 나머지 군대는 그의 전술적 후퇴를 완전한 철수로 오해했다. 이 무렵 스위스군의 나머지가 계곡에 도착하여 뿔피리 소리로 자신들의 도착을 알렸다. 부르고뉴군은 당황하여 샤를의 대열 유지 요청을 무시하고 진지를 버렸다. 당황한 군대는 그랑송의 진영까지 버리고 스위스군에게 점령당하게 했다. 그랑송 전투는 용담공 샤를에게 굴욕적인 패배가 되었는데, 그의 군대의 비겁함이 많은 귀중한 보물과 모든 포병 및 보급품의 손실을 초래했기 때문이다. 전투 후 이틀 또는 사흘 동안 샤를은 음식과 음료를 거부했다. 3월 4일까지 그는 2주 후에 전투를 벌이기를 희망하며 군대를 재편성하기 시작했다.

### 모라 전투

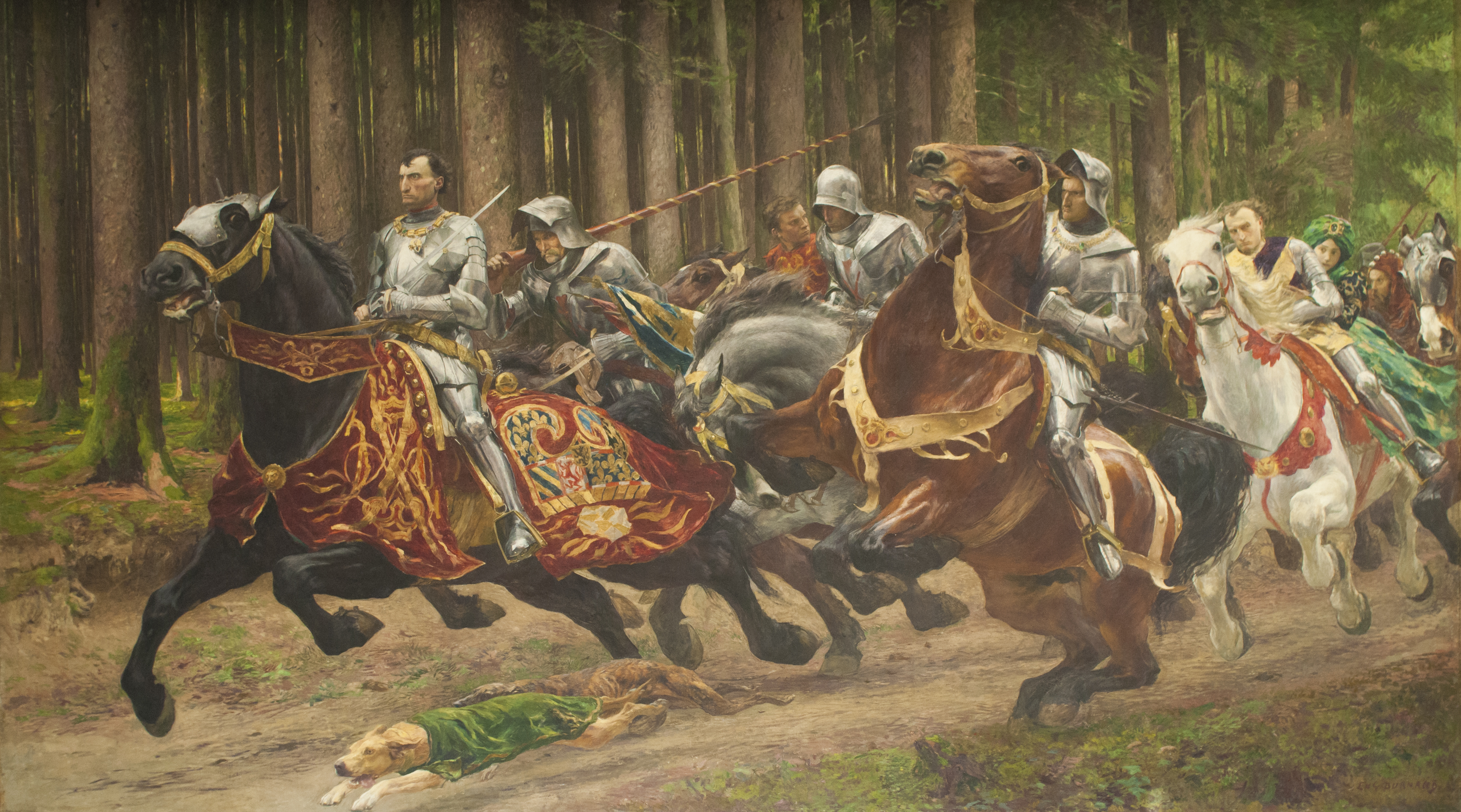
외젠 부르낭, 1894년, 무동의 외젠 부르낭 박물관 소장, 모라 전투 후 용담공 샤를의 도주

샤를은 로잔으로 후퇴하여 군대를 재편성했다. 그는 자신의 영지로부터 더 많은 포병과 병력을 요구했다. 디종에서는 금속으로 된 모든 것이 대포를 만들기 위해 녹여졌다. 점령된 로렌에서는 모든 포병을 몰수했다. 그는 모든 동맹국으로부터 자금을 받았으며, 이탈리아, 독일, 영국, 폴란드에서 병사들이 그의 군대에 합류했다. 5월 말까지 그는 로잔에 2만 명의 병력을 모았는데, 이는 현지 인구를 능가하는 숫자였다. 그는 5월 14일부터 26일까지 이 병사들을 훈련시켰지만, 자신은 나날이 병이 깊어져 병력들 사이에 정체가 발생했다. 보급선이 지연되고 급여 지급이 한참 밀리자 샤를의 군대는 비용을 절감해야 했다. 많은 기마 궁수들이 대신 도보로 이동했다. 겉모습은 웅장했지만, 이 군대는 응집력이 없고 불안정했다.
5월 27일, 샤를과 그의 군대는 무르텐 요새를 향해 천천히 행진을 시작했다. 그의 주된 목표는 베른 시였는데, 도시의 모든 지원을 제거하기 위해 먼저 무르텐을 정복해야 했다. 그는 6월 9일 무르텐에 도착하여 즉시 요새를 포위했다. 6월 19일, 요새에 대한 여러 차례의 공격과 성벽의 일부가 파괴된 후, 무르텐은 베른에 도움을 요청하는 메시지를 보냈다. 6월 20일, [[[스위스 서약동맹|Eidgenossen]]] 오류: {{전자}}: transliteration text not Latin script (pos 3: 스) (도움말) (서약 동지)가 무르텐에 도착했다. 병력은 그랑송 전투 때보다 더 많았는데, 스위스 지휘관들은 자신들을 3만 명으로 추정했고, 최근 역사가들은 2만 4천 명으로 추정한다. 샤를은 6월 21일의 결정적인 전투를 예상했지만 공격은 오지 않았다. 스위스군은 대신 다음 날인 6월 22일, 만 명의 순교자들에게 바쳐진 성스러운 날에 공격하여 잠들어 있던 부르고뉴인들을 기습했다. 샤를은 반격을 위한 병력을 조직하는 데 너무 늦었다. 그는 직접 갑옷을 입는 데 꾸물거렸고, 그의 병사들이 진지를 다 잡기도 전에 스위스군은 이미 그들에게 도달했다. 부르고뉴 군대는 곧 진지를 버리고 목숨을 걸고 도망쳤다.
이 전투는 스위스의 완벽한 승리였고, 도망치는 부르고뉴군에 대한 학살이 이어졌다. 많은 이들이 무르텐호로 후퇴하여 익사했다. 일부는 호두나무에 올라갔다가 아쿼버스와 핸드 캐넌에 맞아 죽었다. 스위스인들은 항복하는 병사들에게 자비를 베풀지 않았다. 그들은 기사, 병사, 고위 관료들을 가리지 않고 살해했다. 샤를 자신은 병사들과 함께 도망쳐 며칠 동안 말을 달려 젝스에 도착했다. 밀라노 대사 파니가롤라는 샤를이 모라 전투에서 패배한 후 웃고 농담을 했다고 보고했다. 그는 자신이 패배했다는 것을 믿으려 하지 않았고 하느님이 여전히 자신 편이라고 생각했다.

## 사망

### 낭시 전투

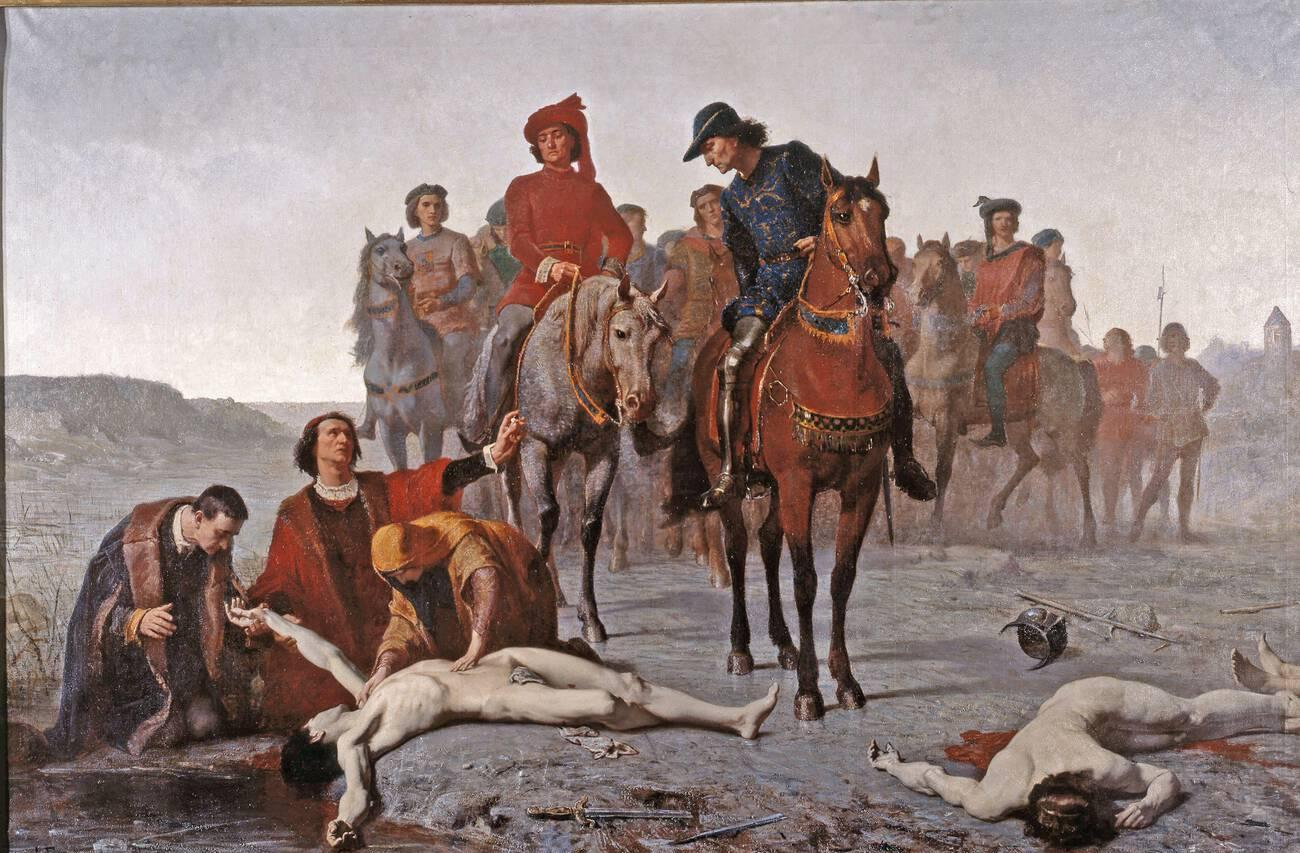
오귀스트 페이앙-페랭, 1865년, 낭시 미술관, 낭시 소장, 낭시 전투 후 발견된 샤를의 시신

샤를은 스위스와의 전쟁을 계속하고 싶었겠지만, 10월 6일 르네 2세가 낭시를 탈환하면서 그의 계획은 급격히 바뀌었다. 돈이 필요했던 샤를은 메디치 은행에서 거액의 대출을 받아 급히 1만 명의 병력을 모았다. 그의 나머지 군대는 캄포바소 백작 지휘 하의 이탈리아 용병들, 낭시 주둔 부르고뉴 수비대, 그리고 네덜란드에서 온 8천 명의 증원군으로 구성되었다. 샤를은 10월 11일 낭시 앞에 도착했고 10월 22일까지 도시 성벽에 포격을 시작했다. 포위는 혹독한 겨울 내내 계속되었다. 샤를은 르네의 동맹군이 포위를 풀기 전에 도시로 진입할 수 있기를 바랐다.
한편 르네는 11월과 12월에 스위스와 용병 고용을 협상하고 루이 11세와 스위스 용병 비용을 지불하는 것을 협상했다. 그는 결국 둘 다 성공하여 12월 26일 바젤에서 9,000명의 스위스 용병과 함께 낭시를 향해 진군했다. 12월 31일부터 1477년 1월 3일 사이에 캄포바소 백작과 그의 이탈리아 용병들은 부르고뉴군을 탈영했다. 그들은 르네와 합류하여 다가오는 전투에서 부르고뉴군과 싸웠다.
1월 5일, 폭설 속에서 르네와 그의 군대는 부르고뉴 진지를 향해 진군했다. 눈은 그들의 움직임을 가렸고, 그들은 샤를이 보초를 세우지 않은 정면으로 우회하여 부르고뉴군을 측면으로 우회했다. 정오쯤 그들은 부르고뉴군을 공격했는데, 부르고뉴군의 포병은 빠르게 접근하는 군대와 교전하기에는 너무 느렸다. 샤를은 병사들을 재정비하려 했지만 소용없었다. 부르고뉴군이 이미 전장에서 도망치고 있었기 때문이다. 한편, 알자스와 스위스 보병은 샤를과 그의 기병을 포위했다. 뫼르트강에서 그는 말에서 떨어졌고, 핼버드에 머리를 맞아 투구를 꿰뚫고 두개골까지 들어갔다. 부르고뉴군 절반이 전투 중 또는 퇴각 중에 사망했다. 메스까지 50킬로미터를 도망친 자들만이 살아남았다.

### 매장

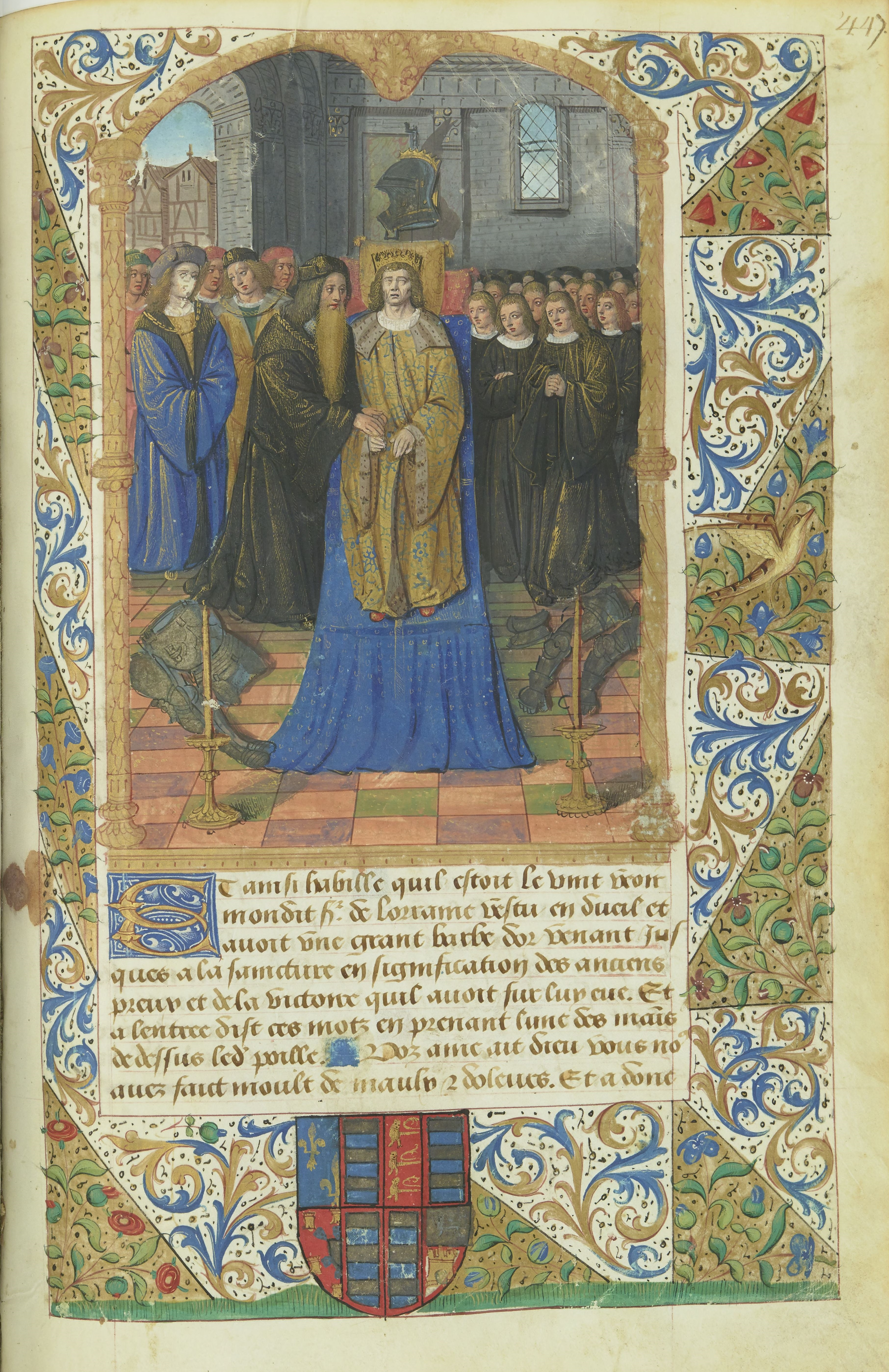
장 드 루아의 《스캔들 연대기》, 로렌 공작 르네 2세가 용담공 샤를의 시신을 잡고 있는 모습

용담공 샤를의 시신은 전투 이틀 후, 얼어붙은 강 위에 머리 절반이 얼어붙은 채로 발견되었다. 샤를의 로마인 시종, 포르투갈인 개인 의사, 그의 전속 사제, 올리비에르 드 라 마르슈, 그리고 그의 서자 형제 두 명으로 구성된 일행이 빠진 이빨, 내향성 발톱, 긴 손톱을 통해 시신을 식별했다. 그의 시신은 낭시로 옮겨져 5일 동안 모든 예우를 갖추어 전시되었다. 르네는 그를 낭시의 생 조르주 협동교회에 안장했다. 아르투아에서는 사람들이 그가 죽었다는 것을 믿지 않았다. 그들은 그가 7년 동안 참회하기 위해 독일로 도망쳤고, 다시 나타날 것이라고 믿었다.
샤를의 아내인 요크의 마거릿은 그의 시신 반환을 요청했지만, 르네는 거부했다. 샤를 사망 70년이 지난 1550년 9월 22일, 카를 5세는 그의 부르고뉴 영유권 주장을 강화하기 위해 시신을 발굴하여 룩셈부르크로 가져왔다. 3년 후, 샤를의 유골은 다시 발굴되어 그의 딸 마리 드 부르고뉴 옆에 있는 브뤼허 성모성당에 최종적으로 안치되었다. 1559년, 펠리페 2세는 샤를의 무덤 위에 기념비를 건설하라고 명령했으며, 이는 1563년에 완성되었다. 필리프는 샤를의 영혼의 안식을 위한 미사를 거행하고 그의 기일, 즉 1월 5일을 기념했다.

### 여파

부르고뉴 전쟁 이후의 부르고뉴 영토(주황색/노란색)와 프랑스 국경(빨간색).

루이 11세는 부르고뉴에 도착하기도 전에 샤를의 죽음을 알게 되었다. 그는 낭시 전투가 있은 지 3주 만에 피카르디, 아르투아, 마콩을 통해 부르고뉴를 침공하며 지도력 부재를 이용했다. 헨트에서는 반란이 일어났고, 샤를의 측근 중 두 명인 기욤 위고네와 기 드 브리메가 처형되었다. 샤를의 옛 정복지인 리에주와 헬러르스는 빠르게 독립을 추구했고, 룩셈부르크에서는 마리 드 부르고뉴를 샤를의 후계자로 인정할지 여부를 놓고 갈등이 발생했다. 오스트리아의 지기스문트와 스위스는 프랑슈콩테를 놓고 다투었고, 홀란트, 제일란트, 프리지아, 에노는 팔츠백작과 바이에른 공작이 주장했다.
샤를의 유일한 자녀인 마리와 그의 미망인 요크의 마거릿은 위기에 직면했다. 통치자로서의 정당성을 확보하기 위해 마리는 1477년 2월 11일 대특권에 서명하고 플란데런, 브라반트, 에노, 홀란트의 총회에 권한을 되돌려주었다. 합스부르크가와의 동맹을 확보하기 위해 마리는 1477년 8월 신성 로마 황제 프리드리히 3세의 아들 막시밀리안과 결혼했다. 막시밀리안은 외교와 군사력을 결합하여 루이 11세로부터 영토를 방어하고 되찾았지만, 프랑스는 지리적 부르고뉴 공국을 유지했다. 그는 또한 부르고뉴 공작령의 많은 부분을 보존하기 위해 여러 내부 반란을 진압했다. 마리는 1482년 3월 27일 사망했으며, 자신의 영지와 부르고뉴 공작 칭호를 아들이자 상속인인 필리프에게 넘겨주었다.

## 역사 서술과 유산
용담공 샤를의 갑작스러운 죽음은 부르고뉴 공작 영지의 갑작스러운 붕괴로 직결되었다. 그에게는 후계자가 될 적자가 없었고, 딸을 후계자로 훈련하고 준비시킬 유능한 남편을 마련하지 못했다. 그는 로렌을 통해 "저편의 땅"(저지대 국가)과 "이편의 땅"(부르고뉴 본토)을 통일하는 데 집착했으며, 프랑스와 독립된 민족 정체성을 구축하고자 했다. 그는 부르고뉴 공작으로서의 몇 년을 왕관을 확보하고 신민을 통합하며 자신의 영광을 높일 새로운 왕국을 건설하는 데 보냈다. 그러나 그의 노력은 의도치 않게 독일 적들을 "서방의 대튀르크"라고 부르며 샤를에게 반대하는 "독일 민족"의 깃발 아래 단결시켰다.
샤를의 죽음은 로렌의 근대사에서 중요한 순간을 기록한다. 낭시에서는 르네 2세의 승리가 여전히 회자된다. 무르텐에서 스위스의 승리는 그들의 민족 정체성을 확인하고, 자부심의 상징이자 독립의 보존이었다. 무르텐 전투는 봉건주의의 쇠퇴에 기여했으며 기사도 개념의 종말을 예고했다. 독일어 역사학은 샤를을 양면적으로 다룬다. 그는 중세의 몰락을 비극적으로 나타내는 인물이자 부도덕하고 결함 있는 왕자로 여겨진다. 최근까지 스위스 문학은 일반적으로 샤를을 부정적으로 묘사했다.
샤를의 죽음과 1477년의 위기는 올리비에르 드 라 마르슈와 안토니스 데 로버르라는 두 작가에게 영감을 주어 각각 《용감한 기사》와 《죽은 부르고뉴 공작 샤를에 대한 드 로버르의 꿈》을 쓰게 했다. 용담공 샤를과 루이 11세 사이의 증오는 17세기 프랑스의 프랑수아 페넬롱과 같은 작가들의 도덕적 대화에 영감을 주었으며, 페넬롱은 자신의 《죽은 자들의 대화》에서 샤를과 루이가 스틱스 강에서 술을 마시며 화해하는 모습을 묘사한다.

## 내용주
1. ↑  바르트 판 루에 따르면 샤를의 별명인 le Téméraire는 동시대인들이 붙여준 것이라고 한다.[1] 리처드 본은 이 별명이 19세기에 만들어진 잘못된 이름이라고 주장한다.[2] 영어 번역인 Charles the Bold는 그가 가문의 시조인 필리프 2세 드 부르고뉴 공작의 이름을 따서 지어진 것으로 보이지만, 필리프의 별명인 le Hardi가 "용감한"으로 번역될 수 있는 반면, 샤를의 프랑스어 별명은 "무모한" 또는 "경솔한"을 의미한다.[1]
2. ↑  자클린은 필리프 용담공의 딸인 부르고뉴의 마가레타의 딸이었다.[12]
3. ↑  필리프 선량공은 통치 초기부터 많은 법률 및 정치 고문들을 고용했으며, 이들은 정부의 핵심 기관이었다. 1435년부터 1445년까지 10년 동안 부르고뉴령 네덜란드를 획득하면서 국가의 크기가 두 배로 늘어났다. 전문화된 의회의 필요성으로 인해 필리프의 고문들로 채워진 공작 의회(grand conseil)가 탄생했다.[42]
4. ↑  독일 역사가 크리스티안 키니에 따르면, 그들의 사랑 이야기는 허구이며 당시 작가들이 만들어낸 것일 수 있다고 한다.[37]
5. ↑  이 만남은 기독교권의 부유한 서부와 가난한 동부 간의 경제적, 문화적 차이를 보여주었으며, 독일인들은 부르고뉴의 부에 놀랐고 부르고뉴인들은 독일인들의 열악한 장비에 충격을 받았다.[112]
6. ↑  막시밀리안의 최종적인 계승은 합스부르크 왕조에서 황제의 연속성을 강화했으며, 이는 프리드리히 3세의 가문에 대한 애착에 호소했다.[121]
7. ↑  안드레아스는 각각 팔레올로고스가와 콤니노스가 왕조의 주요 주권자들의 사망으로 비잔티움 제국과 트라페준타 제국에 대한 주장을 상속받았다.[150]
8. ↑  부르고뉴 연대기 작가인 필리프 드 코민은 샤를이 자신의 모든 영토에 대한 공식 명령으로 "Der Meyer zu Lockie an den Grafen zu Aarburg" (온 세상이 모든 대포와 모든 병력을 가지고 그에게 오게 하라)를 명령했다고 보고했다.[263]
9. ↑  Eidgenossen이라는 단어는 문자 그대로 '서약 동지'로 번역되며, 스위스 서약동맹 구성원을 가리키는 스위스인의 동의어였다.[268] 무르텐 공성전 전까지는 연맹의 대부분이 부르고뉴에 전쟁을 선포하지 않았는데, 샤를이 연맹 구성원 중 어느 한 곳의 공식 영토를 침공하지 않았기 때문이었다. 그러나 공성전 중 샤를은 베른 영토의 일부였던 다리를 공격했고, 이로 인해 연맹은 베른과 함께 부르고뉴에 대한 원정에 참여할 의무를 지게 되었다.[269]
10. ↑  캄포바소 백작의 전투 중 위치는 분명하지 않다. 한 나폴리 기록에 따르면 샤를은 전투 중 캄포바소 백작과 결투를 벌였다고 한다.[285] 안젤로 데 투물릴리스에 따르면 샤를은 캄포바소 백작을 자기 마음대로 할 수 있었지만 그를 살려주고 도망가라고 말했다.[286]
11. ↑  번역: 드 로버르의 죽은 용담공 샤를에 대한 꿈.[306]

## 참고 자료

### 서적
- Alden, Jane (2010). 《Songs, Scribes, and Society: The History and Reception of the Loire Valley Chansonniers》. The New Cultural History of Music. New York: Oxford University Press. ISBN 9780199700738. OCLC 953459041.
- Ainsworth, Maryan W. (1998). 〈The Business of Art : Patrons, Clients, and Art Markets〉. 《From Van Eyck to Bruegel: Early Netherlandish Painting in The Metropolitan Museum of Art》. New York: Metropolitan Museum of Art. 23–39쪽. ISBN 9780870998706. OCLC 39131019 – H.N. Abrams 경유.
- Bakos, Adrianna E. (2013). 《Images of Kingship in Early Modern France: Louis XI in Political Thought, 1560–1789》. London: Routledge. ISBN 9781136191909. OCLC 1463361960.
- Blockmans, Wim; Pervenier, Walter (1999). 《The Promised Lands: The Low Countries Under Burgundian Rule, 1369–1530》. Philadelphia: University of Pennsylvania Press. ISBN 9780812231304. OCLC 40143018.
- Brady, Thomas A. (2009). 《German Histories in the Age of Reformations, 1400–1650》. Cambridge: Cambridge University Press. ISBN 9781139481151. OCLC 667034110.
- Brown, Howard Mayer (1999). 〈Music and Ritual at Charles the Bold's Court〉.   Higgins, Paula Marie. 《Antoine Busnoys: Method, Meaning, and Context in Late Medieval Music》. Oxford: Oxford University Press. 53–68쪽. ISBN 9780198164067. OCLC 883875759.
- Brown, Anthony; Small, Graeme (2007). 《Court and Civic Society in the Burgundian Low Countries, c. 1420–1520》. Manchester: Manchester University Press NBN International. ISBN 9780719056208. OCLC 898037451.
- Brown, Andrew (2010). 《Civic Ceremony and Religion in Medieval Bruges c. 1300–1520》. Cambridge: Cambridge University Press. ISBN 9781139494748. OCLC 1369788014.
- Cuttler, S.H. (1981). 《The Law of Treason and Treason Trials in Later Medieval France》. Cambridge: Cambridge University Press. ISBN 9780521239684. OCLC 7462091.
- Drake, Michael S. (2013). 《Problematics of Military Power: Government, Discipline and the Subject of Violence》. Portland: Routledge. ISBN 9780415865296. OCLC 827973166.
- D'Arcy, Jonathan; Dacre, Boulton (2000). 《The Knights of the Crown: The Monarchical Orders of Knighthood in Later Medieval Europe, 1325–1520》. Woodbridge: Boydell Press. ISBN 9780851157955. OCLC 491598816.
- Graves, Michael A.R (2014). 《The Parliaments of Early Modern Europe, 1400–1700》. London: Taylor & Francis. ISBN 9781317884330. OCLC 881417402.
- Gunn, S.J.; Janse, A. (2006). 《The Court as a Stage: England and the Low Countries in the Later Middle Ages》. Woodbridge: Boydell. ISBN 9781843831914. OCLC 62344765.
- Golubeva, Maria (2013). 《Models of Political Competence: The Evolution of Political Norms in the Works of Burgundian and Habsburg Court Historians, c. 1470–1700》. Leiden: Brill. ISBN 9789004250741. OCLC 846551779.
- Housley, N. (2004). 《Crusading in the Fifteenth Century: Message and Impact》. Basingstoke, Hampshire: Palgrave Macmillan. ISBN 9781403902832. OCLC 55518414.
- Hicks, Michael A. (1992). 《False, Fleeting, Perjur'd Clarence: George, Duke of Clarence 1449–78》. Bangor: Headstart History. ISBN 9781873041086. OCLC 463748217.
- Jenks, Stuart (2018). 《Documents on the Papal Plenary Indulgences 1300–1517 Preached in the Regnum Teutonicum》. Leiden: Brill. ISBN 978-90-04-36063-1. OCLC 1043953147.
- Kendall, Paul Murray (1971). 《Louis XI: The Universal Spider》. New York: W.W. Norton & Company Inc. ISBN 978-1842124116. OCLC 1012832822.
- Knecht, Robert (2007). 《The Valois: Kings of France 1328–1589》. London: Bloomsbury Publishing. ISBN 9781852855222. OCLC 460822682.
- Knechtges, David R. (2012). 《Rhetoric and the Discourses of Power in Court Culture: China, Europe, and Japan》. Washington: University of Washington Press. ISBN 9780295802367. OCLC 10019317967 |oclc= 값 확인 필요 (도움말).
- Koenigsberger, H. G. (2001). 《Monarchies, States Generals, and Parliaments: The Netherlands in the Fifteenth and Sixteenth Centuries》. Cambridge: Cambridge University Press. ISBN 9780521803304. OCLC 46448960.
- Kontler, Laszlo; Somos, Mark (2017). 《Trust and Happiness in the History of European Political Thought》. Leiden: Brill. ISBN 9789004353664. OCLC 1005741749.
- Kren, Thomas; McKendrick, Scot (2003). 《Illuminating the Renaissance: The Triumph of Flemish Manuscript Painting in Europe》. Los Angeles: The J. Paul Getty Museum. ISBN 9780892367030. OCLC 51553612.
- Lecuppre-Desjardin, Élodie (2022). 《The illusion of the Burgundian state》. Manchester Medieval Studies 30. Manchester: Manchester University Press. ISBN 9781526174550. OCLC 10017268838 |oclc= 값 확인 필요 (도움말).
- Nicholas, David (2014). 《Medieval Flanders》. London: Taylor & Francis. ISBN 9781317901556. OCLC 869093661.
- Monter, E. William (2007). 《A Bewitched Duchy: Lorraine and Its Dukes, 1477–1736》. Genève: Librairie Droz S.A. ISBN 9782600011655. OCLC 182762213.
- Paravicini, Werner (2003). 〈Acquérir sa grâce pour le temps advenir. Les hommes de Charles le Téméraire, prince héritier (1433–1467)〉.   Kupper, Jean-Louis; Marchandisse, Alain. 《À l'ombre du Pouvoir: Les entourages princiers au Moyen Âge》. Bibliothèque de la faculté de philosophie et lettres de l'université de Liège (프랑스어). Liège: Presses universitaires de Liège. 307–328쪽. doi:10.4000/books.pulg.5562. ISBN 9791036520631. OCLC 1191231576.
- Potter, Philip J. (2012). 《Monarchs of the Renaissance The Lives and Reigns of 42 European Kings and Queens》. Jefferson, North Carolina: McFarland & Company. ISBN 9780786468065. OCLC 757461974.
- Putnam, Ruth (1908). 《Charles the Bold, last duke of Burgundy, 1433–1477》. New York: G. P. Putnam's Sons. OCLC 458219774.
- Querengässer, Alexander (2021). 《Before the Military Revolution: European Warfare and the Rise of the Early Modern State 1300–1490》. Havertown: Oxbow Books. doi:10.2307/j.ctv1rxdqnf. ISBN 9781789256703. OCLC 1259593478.
- Roelens, Jonas (2024). 《Citizens and Sodomites: Persecution and Perception of Sodomy in the Southern Low Countries (1400–1700)》. Leiden: Brill. ISBN 9789004686175. OCLC 1411841075.
- Schepper, Hugo de (2007). 〈The individual on trial in the sixteenth-century Netherlands : between tradition and modernity〉.   Parker, Charles H.; Bentley, Jerry H. 《Between the Middle Ages and modernity: individual and community in the early modern world》. Lanham: Rowman & Littlefield. 187–211쪽. ISBN 9780742553095. OCLC 1474133219.
- Schnerb, Bertrand (2008). 〈Burgundy〉.   Allmand, Christopher. 《The New Cambridge Medieval History》. Cambridge: Cambridge University Press. 431–456쪽. doi:10.1017/CHOL9780521382960. ISBN 9781139055758. OCLC 697957877.
- Schnitker, Harry (2004). 〈Margaret of York on Pilgrimage: The Exercise of Devotion and the Religious Traditions of the House of York〉.   Biggs, Doughlas; Michalove, Sharon; Reeves, Compton. 《Reputation and Representation in Fifteenth-Century Europe》. Leiden: Brill. 81–123쪽. ISBN 9789004136137. OCLC 191952657.
- Schryver, Antoine de (2008). 《The Prayer Book of Charles the Bold: A Study of a Flemish Masterpiece from the Burgundian Court》. Los Angeles: Getty Publications. ISBN 9780892369430. OCLC 216938539.
- Sieber-Lehmann, C. (1997). 〈Der türkische Sultan Mehmet II und Karl der Kühne, der "Türk im Occident"〉.   Erkens, F.R. 《Europa und die osmanische Expansion im ausgehenden Mittelalter》. Berlin: Duncker & Humblot. 13–39쪽. ISBN 978-3-428-09180-5. OCLC 1146394225.
- Simpson, Gerry; Heller, Kevin (2013). 《The Hidden Histories of War Crimes Trials》. Oxford: Oxford University Press. ISBN 9780199671144. OCLC 5564735699.
- Smith, Robert Douglas; De Vries, Kelly (2005). 《The Artillery of the Dukes of Burgundy, 1363–1477》. Rochester, New York: Boydell Press. ISBN 9781843831624. OCLC 60322326.
- Stein, Robert (2017). 《Magnanimous Dukes and Rising States: The Unification of the Burgundian Netherlands, 1380–1480》. Oxford: Oxford University Press. ISBN 9780191078309. OCLC 973882565.
- Taruskin, Richard (2009). 〈Music for an intellectual and political elite〉. 《옥스퍼드 서양 음악사》 1. Oxford: Oxford University Press. ISBN 9780199813698. OCLC 1181309726.
- Taylor, Aline (2002). 《Isabel of Burgundy: The Duchess who Played Politics in the Age of Joan of Arc》. Stroud: Tempus. ISBN 9780752423159. OCLC 49044225.
- Van Loo, Bart (2021). 《The Burgundians: A Vanished Empire》. London: Head of Zeus. ISBN 9781789543438. OCLC 1264400332.
- Vaughan, Richard; Small, Graem (2010). 《Philip the Good: The Apogee of Burgundy》. Woodbridge: The Boydell Press. ISBN 9780851159171. OCLC 1015575845.
- Vaughan, Richard; Paravicini, Wener (2002). 《Charles the Bold: The Last Valois Duke of Burgundy》. Woodbridge: The Boydell Press. ISBN 9780851159188. OCLC 973170828.
- Villalon, L. J. Andrew; Kagay, Donald J. (2005). 《The Hundred Years War: A Wider Focus》. Leiden: Brill. ISBN 978-90-47-40586-3. OCLC 274191996.
- Walsh, Richard J. (2005). 《Charles the Bold and Italy (1467–1477): Politics and Personnel》. Liverpool Historical Studies 19. Liverpool: Liverpool University Press. ISBN 9781846312809. OCLC 269009493.
- Watson, Noelle; Schellinger, Paul; Ring, Trudy (2013). 《Northern Europe: International Dictionary of Historic Places》. London: Taylor & Francis. ISBN 9781136639449. OCLC 7385588780.
- Waugh, W.T. (2016). 《A History of Europe From 1378 to 1494》. 애빙던: Taylor and Francis. ISBN 9781138658974. OCLC 102066843.
- Weightman, Christine (2009). 《Margaret of York: The Diabolical Duchess》. Stroud: Amberley Publishing. ISBN 9781445609683. OCLC 784578796.
- Woodacre, Elena; McGlynn, Sean (2014). 《The Image and Perception of Monarchy in Medieval and Early Modern Europe》. Cambridge: Cambridge Scholars Publishing. ISBN 9781443868525. OCLC 892799119.

### 논문
- Allmand, Christopher (2001). 《Did the De re militari of Vegetius influence the military ordinances of Charles the Bold?》. 《Publications du Centre Européen d'Études Bourguignonnes》 41 (브레폴스). 135–143쪽. doi:10.1484/J.PCEEB.2.302198. ISSN 2034-6786.
- Barany, Attila (2016). 《Matthias Corvinus and Charles the Bold》. 《Chronica. Annual of the Institute of History, University of Szeged》 12 (세게드 대학교). 69–88쪽. ISSN 1588-2039. OCLC 50489577.
- Beazley, Matthew (2014). 《Burgundian blunder at Concise: The Battle of Grandson》. 《Medieval Warfare》 4 (Karwansaray BV). 27–33쪽. eISSN 2589-3548. ISSN 2211-5129. JSTOR 48578372.
- Brunner, Jean-Claude (2011). 《Misery at Morat: Charles the Bold's English Archers at the Battle of Murten》. 《Medieval Warfare》 1 (Karwansaray BV). 43–48쪽. eISSN 2589-3548. ISSN 2211-5129. JSTOR 48577888.
- Boehm, Laetitia (1979). 《Burgundy and the Empire in the Reign of Charles the Bold》. 《The International History Review》 1 (Taylor & Francis, Ltd). 153–162쪽. doi:10.1080/07075332.1979.9640180. ISSN 0707-5332. JSTOR 40105726.
- Dean, Sidney (2014). 《Battle of Nancy: End game for Charles the Bold》. 《Medieval Warfare》 4 (Karwansaray BV). 39–43쪽. eISSN 2589-3548. ISSN 2211-5129. JSTOR 48578375.
- Fallows, David (2019). 《Charles the Bold as a Patron, Singer and Composer》. 《네덜란드 왕립 음악사 협회지》 69 (Koninklijke Vereniging voor Nederlandse Muziekgeschiedenis (KVNM)). 3–18쪽. ISSN 1383-7079. JSTOR 45284494. OCLC 865210651.
- Haemers, Jelle (2011). 《Social memory and rebellion in fifteenth-century Ghent》. 《Social History》 36 (Taylor & Francis). 443–463쪽. doi:10.1080/03071022.2011.610631. ISSN 0307-1022. JSTOR 23072657.
- Harris, Jonathan (1995). 《A Worthless Prince? Andreas Palaeologus in Rome, 1465–1502》. 《Orientalia Christiana Periodica》 (영어) 61 (동방 연구소). 537–554쪽. ISSN 0030-5375.
- Jongenelen, Bas; Parsons, Ben (2016). 《Anthonis de Roovere, 'De Roovere's dream about the death of the late Charles of Burgundy'》. 《Journal of Low Countries Studies》 30 (Taylor & Francis). 306–318쪽. doi:10.1080/03096564.2006.11730886. ISSN 0309-6564.
- Kiening, Christian (1994). 《Rhétorique de la perte. L'exemple de la mort d'Isabelle de Bourbon (1465)》. 《Médiévales》 (프랑스어) 13 (Presses Universitaires de Vincennes). 15–24쪽. doi:10.3406/medi.1994.1307. ISSN 0751-2708. JSTOR 43026850. OCLC 5792687718.
- Saenger, Paul (Spring 1977). 《Burgundy and the Inalienability of Appanages in the Reign of Louis XI》. 《French Historical Studies》 10 (듀크 대학교 출판부). 1–26쪽. doi:10.2307/286114. ISSN 0016-1071. JSTOR 286114.
- Salet, Francis (1982). 《Le tombeau de Charles le Téméraire》. 《Bulletin Monumental》 (프랑스어) 140 (Société française d'archéologie). 343–344쪽. ISSN 0007-473X. OCLC 866803890.
- Sommé, Monique (1982). 《La jeunesse de Charles le Téméraire d'après les comptes de la cour de Bourgogne》. 《레뷰 뒤 노르》 (프랑스어) 64 (릴 제3대학교). 731–750쪽. doi:10.3406/rnord.1982.3891. ISSN 0035-2624. OCLC 492984851.
- Van Rompaey, Jan (1979). 《Du grand conseil de Philippe le Bon au parlement de malines de Charles le Téméraire》. 《Revue du Nord》 (프랑스어) 61 (University – Lille III). 213–214쪽. ISSN 0035-2624. OCLC 492984851.
- Walsh, Richard J. (1977). 《Charles the Bold and the crusade: politics and propaganda》. 《Journal of Medieval History》 1 (Taylor & Francis). 53–86쪽. doi:10.1016/0304-4181(77)90040-9. ISSN 0304-4181.
- Williams, Gareth (2014). 《Fools Rush In: Charles the Bold and the Siege of Neuss》. 《Medieval Warfare》 4 (Karwansaray BV). 22–26쪽. eISSN 2589-3548. ISSN 2211-5129. JSTOR 48578371.
- Winkler, Albert (2010). 《The Battle of Murten: The Invasion of Charles the Bold and the Survival of the Swiss States》. 《Swiss American Historical Society Review》 46 (Birmingham University Press). 8–34쪽. ISSN 2572-4479. OCLC 806785252.

### 백과사전
- Ditcham, Brian G.H. (2010). 〈France, Narrative (1328–1483)〉.   Rogers, Cliford J. 《The Oxford Encyclopedia of Medieval Warfare and Military Technology》. New York: Oxford University Press. doi:10.1093/acref/9780195334036.001.0001. ISBN 9780195334036. OCLC 645185716. 2023년 4월 14일에 확인함.
- Hemelryck, Tania van (2016). 〈Fillastre, Guillaume〉.   Dunphy, Graeme; Bratu, Cristian. 《Encyclopedia of the Medieval Chronicle》. Leiden: Brill. doi:10.1524/hzhz.2013.0033. ISBN 978-90-04-18464-0. ISSN 2666-5611. OCLC 864906597.
- Rogers, Clifford J., 편집. (2010). 《The Oxford Encyclopedia of Medieval Warfare and Military Technology》. New York: Oxford University Press. doi:10.1093/acref/9780195334036.001.0001. ISBN 9780195334036. OCLC 645185716.
  - Baboukis, Johanna M. (2010a). "Montlhéry, Battle of". In Rogers (2010).
  - Baboukis, Johanna M. (2010b). "Charles the Bold". In Rogers (2010).
  - Baboukis, Johanna M. (2010c). "Grandson, Battle of". In Rogers (2010).
- Wright, Craig M. (2001). 〈Burgundy〉. 《그로브 음악 사전 온라인》. Revised by David Fallows. Oxford: 옥스퍼드 대학교 출판부. doi:10.1093/gmo/9781561592630.article.04366. ISBN 978-1-56159-263-0. 틀:Grove Music subscription